# Necronomicon
Pour les articles homonymes, voir Necronomicon (homonymie).
Ne doit pas être confondu avec Cryptonomicon.
Le Necronomicon est un ouvrage fictif du mythe de Cthulhu inventé par l'écrivain américain H. P. Lovecraft. Le Necronomicon est suggéré dans la nouvelle La Cité sans nom, achevée en 1921. Bien que le texte en lui-même ne donne pas le nom de l'ouvrage, il évoque pour la première fois son auteur fictionnel Abdul al-Hazred, ainsi que les vers : « N'est pas mort ce qui à jamais dort, / Et dans les ères peut mourir même la Mort ». La nouvelle publiée en 1924, Le Molosse, utilise le titre pour la première fois. En 1927, Lovecraft détaille l'histoire fictive de cet ouvrage afin d'éviter d'éventuelles incohérences entre ses futures nouvelles. En tout, le Necronomicon est évoqué dans treize de ses œuvres : parfois seulement le titre, une ou deux phrases ou un paragraphe complet. Diverses sources sont utilisées par l'auteur afin de créer un ouvrage crédible. Si celles-ci sont assez faciles à déterminer, car Lovecraft laisse de très abondantes notes de travail ainsi que des lettres, le contenu l'est moins. Les mentions en font parfois un livre de culte, un livre de magie ou une histoire des temps des « Grands Anciens ».
Très rapidement, le Necronomicon est repris par les autres auteurs du cercle littéraire auquel appartenait Lovecraft, dans une émulation amicale. Ainsi, Robert E. Howard ou Robert Bloch évoquent le grimoire dans leurs œuvres. August Derleth est cependant celui qui, hormis Lovecraft, développe le plus le mythe du Necronomicon en le liant au mythe de Cthulhu. Cette intertextualité croissante a pour principale conséquence que certains lecteurs commencent à croire à l'existence réelle de l'ouvrage, puisque tant d'auteurs différents y font référence. Les premiers canulars ne sont que des références à des livres inexistants proposés à la vente. Après la mort de Derleth et donc le relâchement de son contrôle sur l'héritage lovecraftien, de prétendus Necronomicon commencent à paraître. Parmi ceux-ci, le Necronomicon Simon a le plus de succès.
L'aura du Necronomicon est telle qu'il est régulièrement utilisé dans la culture populaire, symbole du livre maléfique par excellence : dans les films, d'horreur surtout, dans la musique, plutôt metal, mais aussi dans les jeux vidéo, la bande dessinée ou les feuilletons télévisés.

## Dans la littérature lovecraftienne

### Premières mentions

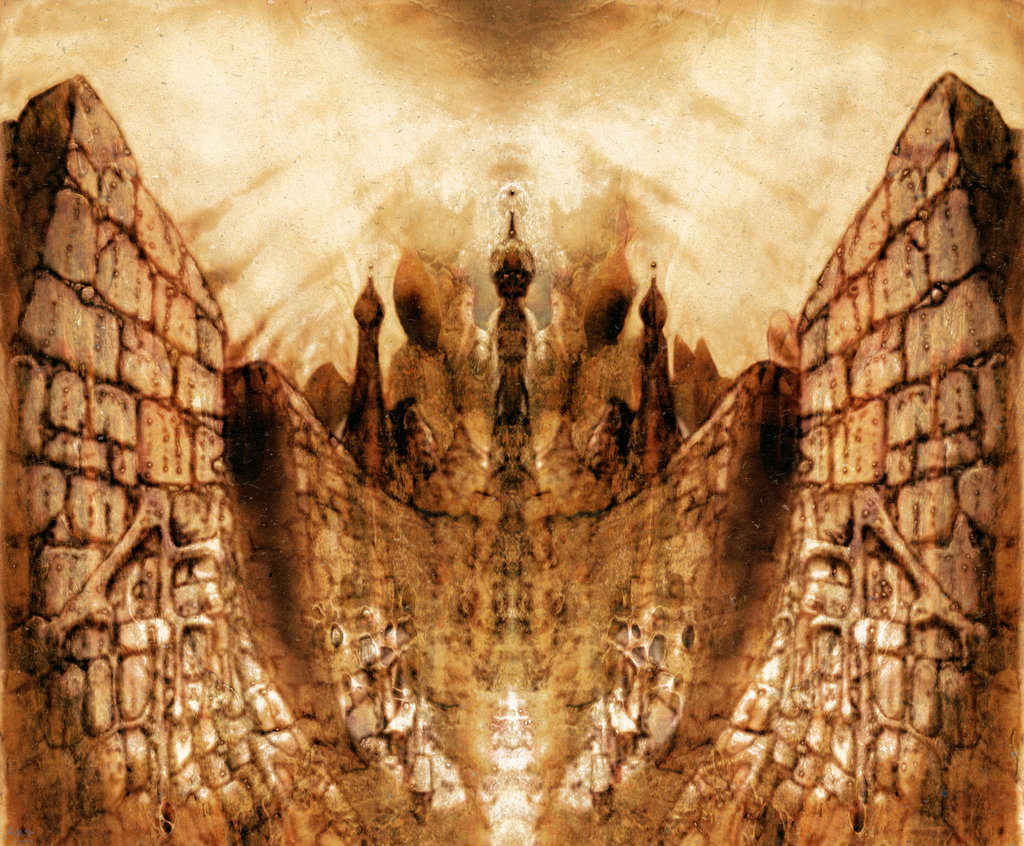
La Cité sans nom
(The Nameless City),
illustration de leothefox.

La première évocation de l'auteur fictif Abdul al-Hazred remonte à novembre 1921, par le biais d'une « citation » romanesque dans la nouvelle La Cité sans nom (The Nameless City), parue dans le magazine amateur The Wolverine,. Un explorateur parcourt les ruines d'une cité enfouie au milieu du désert arabe. Au plus profond des tunnels, il découvre des fresques dépeignant une attaque de la ville, puis les momies de mystérieux êtres reptiliens. Comprenant que les créatures peuplaient jadis la cité, le narrateur conclut que l'Arabe dément Abdul al-Hazred (parfois typographié Alhazred) avait rêvé de cet endroit avant d'écrire les vers :
« That is not dead, which can eternal lie,

And with strange aeons even death may die. »
« N'est pas mort à jamais qui dort dans l'éternel,

En d'étranges éons, la mort même est mortelle. »
Dans sa nouvelle, Howard Phillips Lovecraft ne cite aucun titre d'œuvre issue de la plume d'Abdul al-Hazred. Par ailleurs, le poète arabe n'est pas le seul auteur que la cité ensevelie évoque au narrateur puisque ce dernier mentionne également les cauchemars apocryphes de Damascios et L'image du monde de Gautier de Metz, selon une technique littéraire caractéristique de Lovecraft, consistant à mêler ouvrages réels et imaginaires afin de conférer davantage de crédibilité à son histoire.

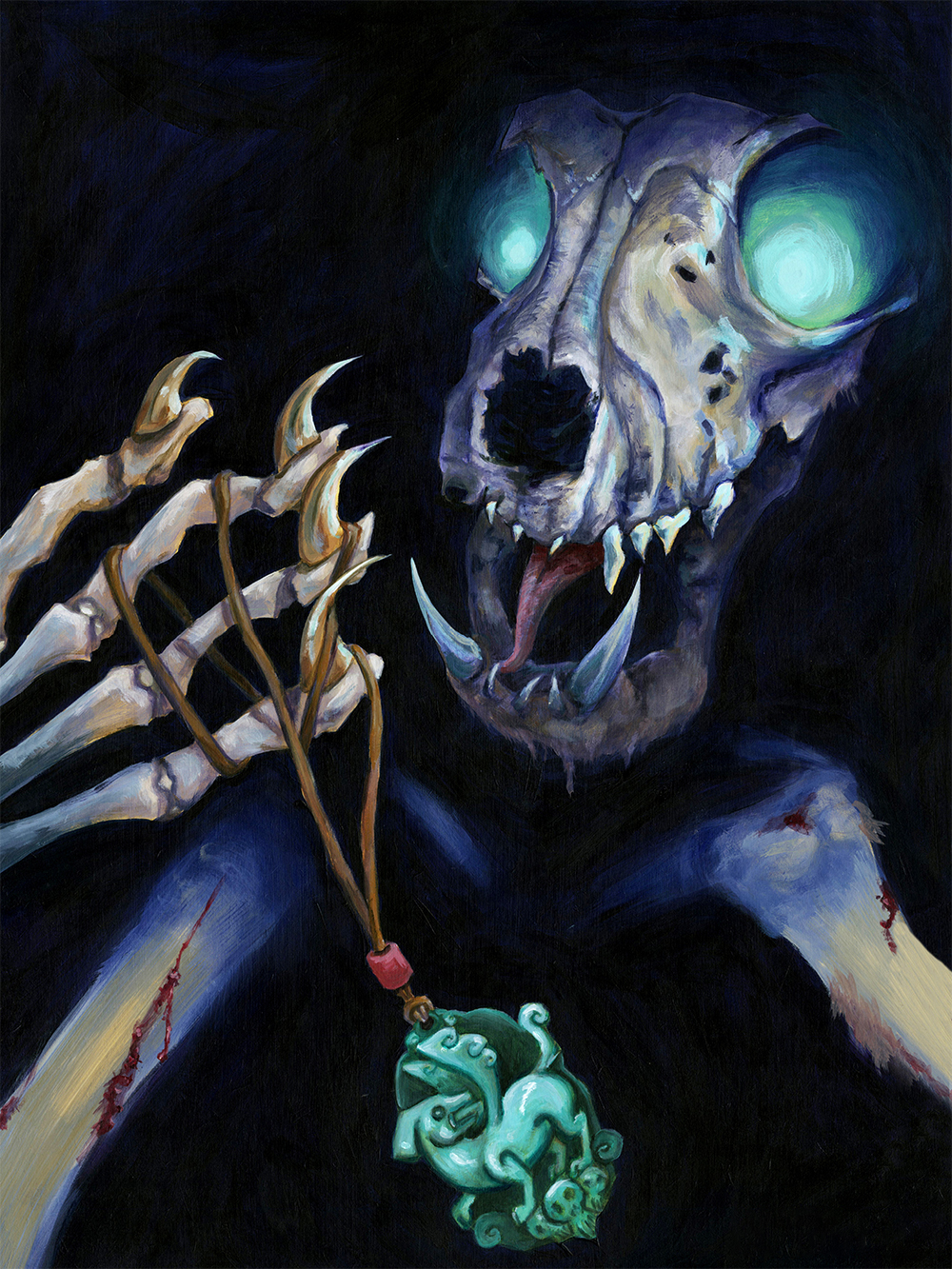
Le Molosse (The Hound),
illustration d'Emily Stepp.

En avril 1923, Lovecraft envoie cinq nouvelles au magazine Weird Tales, dont Le Molosse (The Hound). Dans celle-ci, deux jeunes gens passionnés de l'occulte se rendent en Hollande pour déterrer le cadavre d'un sorcier. Dans la tombe, ils trouvent une amulette en forme de chien. Ils n'en connaissent pas la signification, mais elle leur rappelle « cette chose dont il est question dans le Necronomicon, l'ouvrage interdit de l'Arabe dément Abdul al-Hazred ». De retour chez eux, ils consultent l'ouvrage qui leur explique les pouvoirs de l'amulette. Cependant, la connaissance ne leur sert à rien. Le sorcier transformé en molosse démembre l'un des deux profanateurs puis l'autre se suicide.

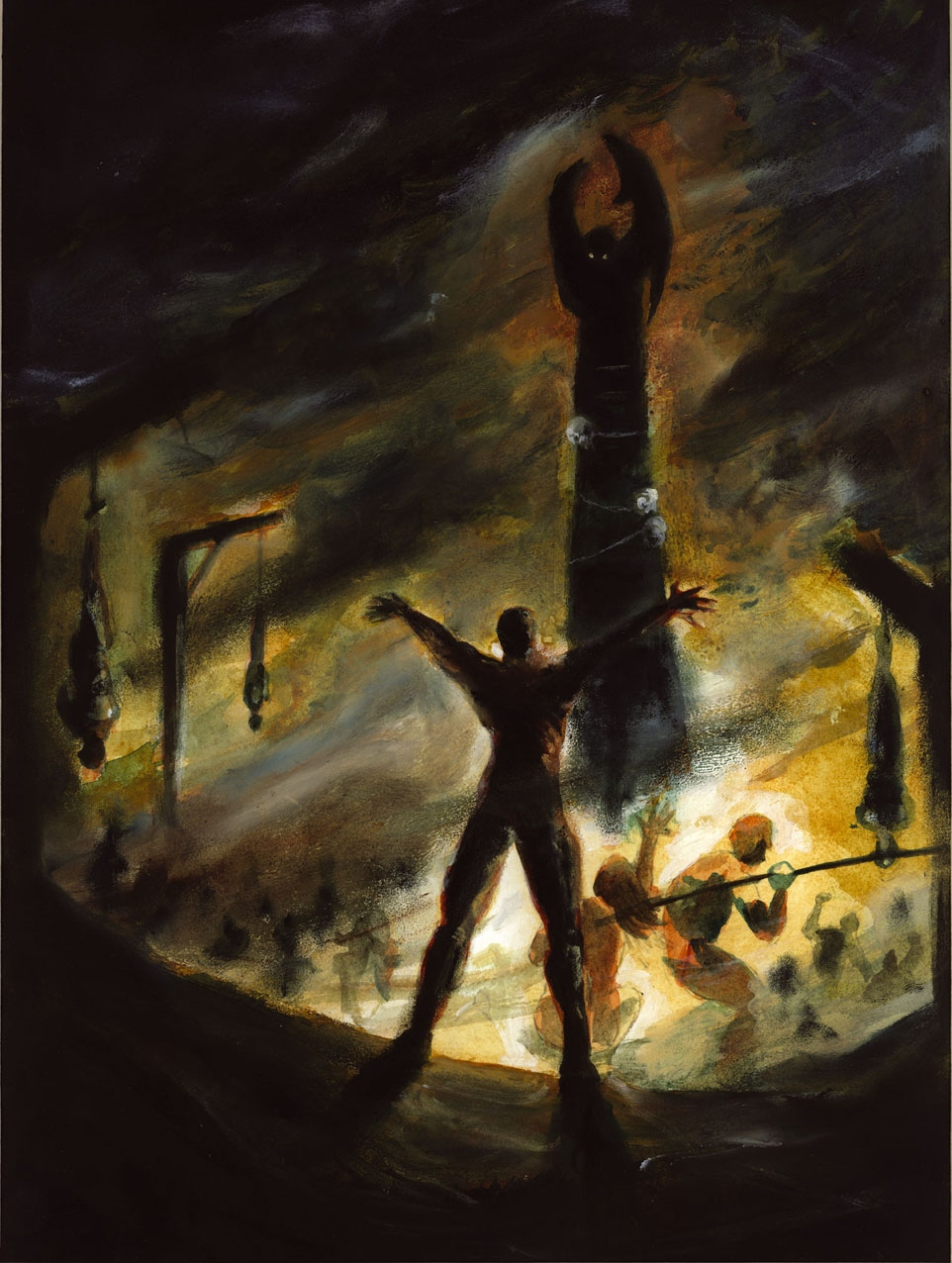
Les adorateurs de Cthulhu dans les marécages de Louisiane,
illustration de Gwabryel.

La même année, dans Le Festival (The Festival), le narrateur revient dans la vieille maison familiale, à Kingsport dans le Massachusetts pour la fête familiale traditionnelle de Yule. Là, il voit le Necronomicon parmi un certain nombre de grimoires. Il s'agit ici de la première mention d'une traduction en latin par Olaus Wormius et de l'interdiction de cette version. Le narrateur commence à le lire jusqu'au moment de la cérémonie qui clôt le festival. Durant celle-ci, l'ouvrage est utilisé et adoré par les participants. Devenu fou, le narrateur est interné à l'hôpital de l'université de Miskatonic à Arkham. Son médecin, pour tenter de le soigner, lui montre l'exemplaire que détient la bibliothèque de l'université.
En 1926, deux nouvelles évoquent à leur tour le Necronomicon. Dans Le Descendant (The Descendant), nouvelle inachevée, le narrateur cherche l'ouvrage. Il apprend que la plupart des exemplaires ont été détruits sur l'ordre des Églises ou des États et qu'il n'en existerait plus que cinq dissimulés dans des bibliothèques. C'est alors qu'il tombe sur une des traductions par Wormius chez un bouquiniste londonien. Il consulte Lord Northam, un de ses voisins, qui lui raconte son voyage jusqu'à la Cité sans nom et commence à lui expliquer l'importance du Necronomicon. La nouvelle étant inachevée, le récit s'arrête alors. Lovecraft ici développe la mythologie et fait le lien avec les faits qu'il avait mentionnés précédemment. La nouvelle suivante est L'Appel de Cthulhu. Elle lie définitivement le Necronomicon aux « Grands Anciens », comme l'avait suggéré Le Festival. Les membres d'une secte de Louisiane expliquent que l'ouvrage et principalement le poème évoqué dans La Cité sans nom font référence à leur dieu Cthulhu qui dormirait dans la cité de R'lyeh au fond du Pacifique.
Dans L'Affaire Charles Dexter Ward écrit en 1927, dans le laboratoire secret du sorcier Joseph Curwen, John Merritt découvre divers grimoires dont le Necronomicon dissimulé dans un Qanoon-e-Islam. Il se souvient en avoir entendu parler à propos d'un culte abominable à Kingsport dans le Massachusetts. Lovecraft faisait ici encore le lien entre ses différentes œuvres, en l'occurrence Le Festival.

### Histoire fictive

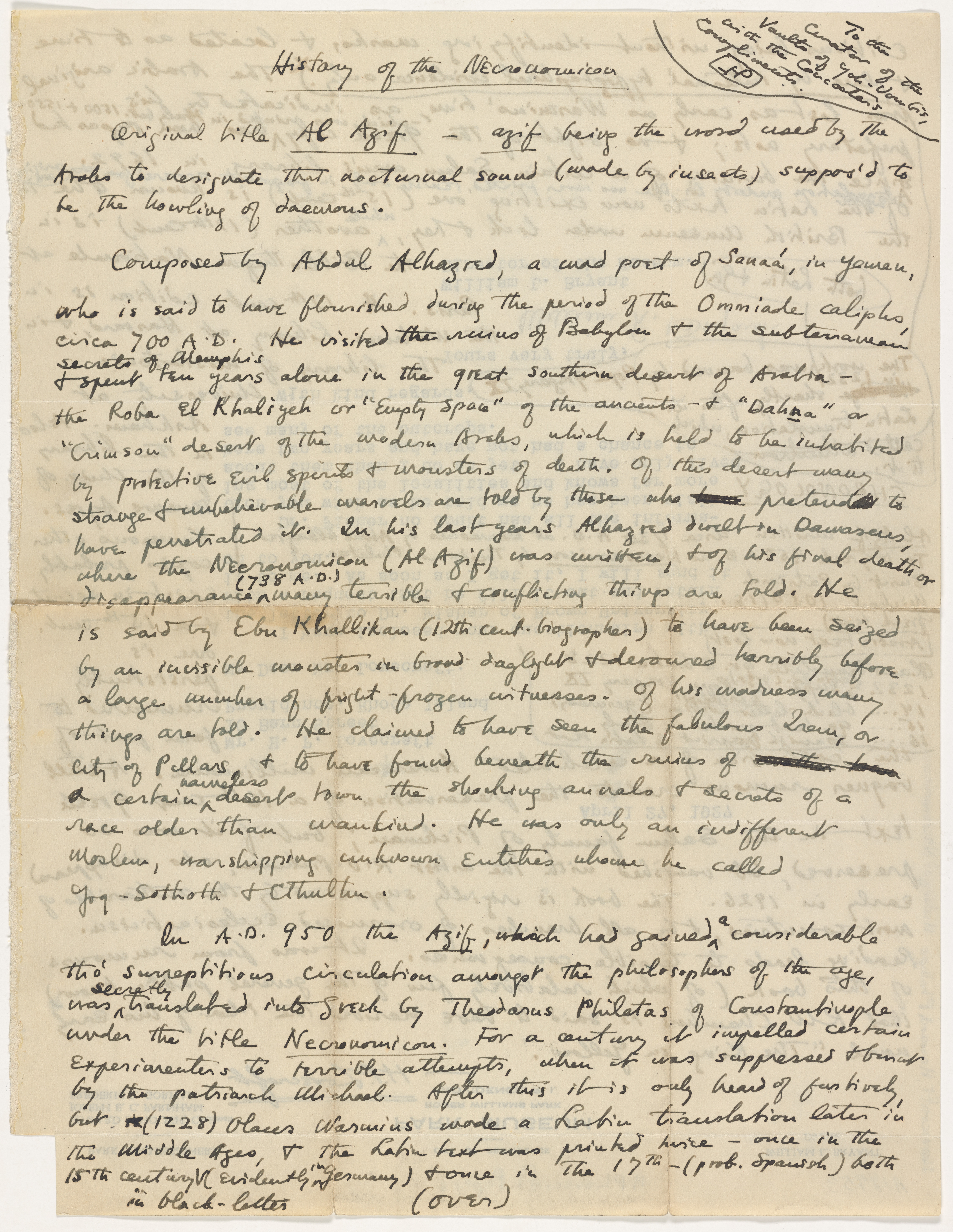
Première page du manuscrit original de lHistoire du Necronomicon de Lovecraft.

Après diverses références dans ses nouvelles, Lovecraft décida en 1927 de mettre au clair, au moins pour lui au départ, l'histoire du Necronomicon afin d'éviter toutes incohérences futures. Il ne fit cette démarche que pour le seul Necronomicon et jamais pour les autres éléments récurrents de ses œuvres. Il semblerait qu'il se soit inspiré des histoires des grimoires évoquées par Arthur Edward Waite dans son Book of Black Magic and of Pacts de 1898. Ce texte n'eut d'abord que cette fonction de cohérence fictionnelle. Il l'envoya cependant à ses amis qui le lui demandaient. Le texte fut publié de manière posthume sous le titre Histoire du Necronomicon (History and Chronology of the Necronomicon),.

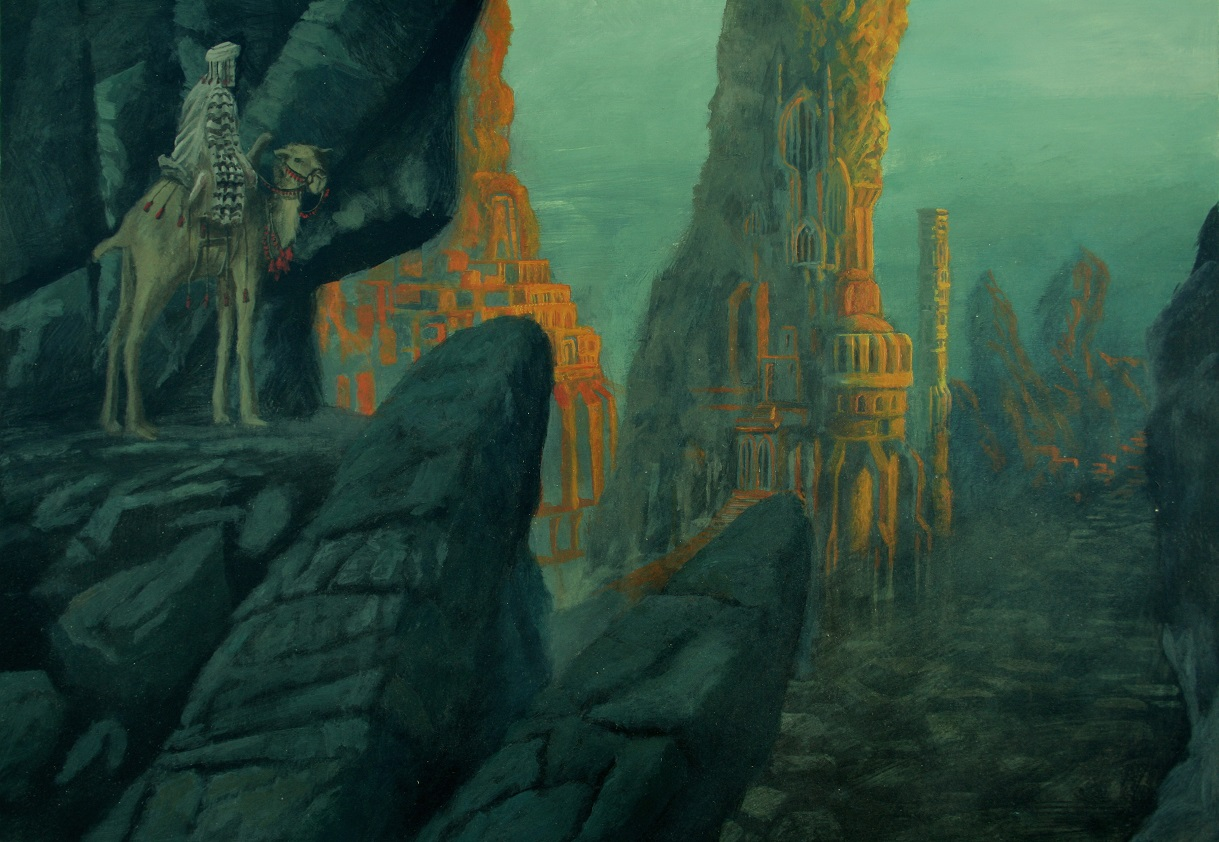
Irem, la légendaire « cité des mille piliers » visitée par Abdul al-Hazred.
Illustration de Jens Heimdahl.

Selon les divers textes de Lovecraft évoquant l'ouvrage, le Necronomicon, originellement nommé Kitab al Azif (littéralement « Livre du musicien ») aurait été écrit vers 730 à Damas par le poète Abdul al-Hazred. Celui-ci serait né à Sanaa. Il aurait beaucoup voyagé, visitant la légendaire Irem, dite la « cité aux mille piliers », ainsi que les ruines de Babylone et de Memphis. Il aurait rassemblé le savoir qu'il y aurait glané dans son ouvrage Al Azif, écrit à Damas. En arabe, Al Azif fait référence au bruit que produisent les insectes la nuit, ce qui dans cette culture se rapporte aux cris des djinns. En 738, Abdul al-Hazred aurait été déchiqueté par un monstre invisible. Le manuscrit original en arabe aurait ensuite disparu, après avoir été traduit,.
Théodore Philetas de Constantinople aurait en effet traduit l'ouvrage en grec ancien vers 950, et c'est lui qui aurait attribué à l'œuvre le titre par lequel elle est la plus connue : Necronomicon. Le patriarche de Constantinople Michel Cérulaire aurait fait brûler pratiquement toutes les copies grecques en 1050 mais quelques exemplaires auraient échappé aux flammes. La traduction grecque aurait été rééditée en Italie dans la première moitié du XVIe siècle. Olaus Wormius en aurait fait une traduction en latin en 1228, la version la plus courante de l'ouvrage. Cette traduction aurait connu deux rééditions : en caractères gothiques en Allemagne vers 1440 et en Espagne au XVIIe siècle. Les versions grecque et latine auraient été interdites par le pape Grégoire IX en 1232. Wormius aurait été mis au bûcher par l'Inquisition avec tous les exemplaires. Seules quelques copies auraient subsisté, notamment dans les archives secrètes du Vatican peut-être parce que l'ouvrage aurait été mis à l’Index librorum prohibitorum. Le dernier exemplaire de l'édition italienne du XVIe siècle aurait été brûlé à l'issue des procès de Salem en 1692,.

### Des mentions de plus en plus nombreuses
L'Abomination de Dunwich (1928), écrite après la mise au clair de l'histoire du Necronomicon fait abondamment référence à l'ouvrage. Il contiendrait une invocation de Yog-Sothoth page 751 de « l'édition complète ». Or, le personnage principal ne possède que les fragments traduits par John Dee. Il recherche alors le reste dans diverses bibliothèques : la Bibliothèque nationale de France, le British Museum, la Bibliothèque Widener d'Harvard, la bibliothèque de l'Université de Buenos Aires et de celle de l'université de Miskatonic d'Arkham. Il découvre que l'ouvrage contient aussi une histoire des Grands Anciens et annonce leur retour. La nouvelle est la première mention d'une traduction par John Dee, un occultiste britannique ayant réellement existé et travaillé pour Élisabeth Ire puis l'empereur Rodolphe II.
À partir de L'Abomination de Dunwich, se développa un phénomène d'échanges entre Lovecraft, ses amis et ses imitateurs, nourrissant le mythe du Necronomicon. Le livre et les « Grands Anciens » furent repris par d'autres auteurs de nouvelles fantastiques, tandis que Lovecraft à son tour leur empruntait certaines de leurs inventions. Ainsi, le Necronomicon de John Dee était une idée de Frank Belknap Long pour Les Mangeurs d'espace. La mention ne figure pas dans la nouvelle publiée. Cependant, Lovecraft avait relu le brouillon et aimé l'idée qu'il adopta pour sa propre nouvelle. Cela devint même une sorte de jeu entre les auteurs qui travaillaient pour le pulp Weird Tales. De plus, Lovecraft écrivit des nouvelles en tant que « nègre littéraire » ou relut des nouvelles dans lesquelles il inséra ses inventions, sans pour autant que son nom fût crédité (ainsi pour Medusa's Coil de Zealia Bishop en 1930). Ce phénomène eut pour conséquence de faire croire à certains lecteurs que les informations sur le Necronomicon étaient vraies, puisqu'elles semblaient provenir de sources différentes. Ainsi, Robert E. Howard, ami de Lovecraft, mentionna le Necronomicon dans sa nouvelle The Children of the Night en 1931. Clark Ashton Smith appuya une partie de son œuvre sur le grimoire. Le Retour du sorcier en 1931 évoque le manuscrit arabe Al Azif, pourtant disparu selon Lovecraft. L'héritier des ténèbres (1932) contient une longue citation tirée du Necronomicon. Robert Bloch dans sa première nouvelle, Le Secret de la tombe (1935), et dans les suivantes multiplia les références au livre. Henry Kuttner, dans The Salem Horror (1937), écrit que l'ouvrage se trouve à la bibliothèque Kester de Salem. Robert Barlow fait commencer chacun des chapitres de A Dim-Remembered Story par des vers d'al-Hazred.

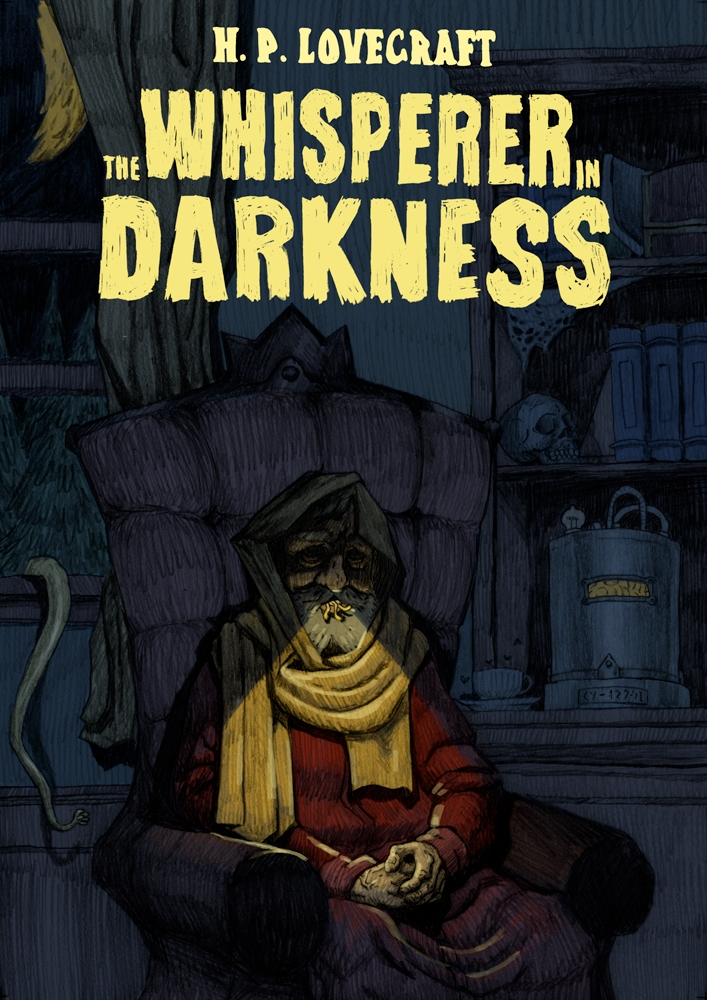
Celui qui chuchotait dans les ténèbres, illustration d'Alexander Moore.

Celui qui chuchotait dans les ténèbres (1930) et Les Montagnes hallucinées (1931), de Lovecraft, multiplient les références au Necronomicon, toujours en lien avec l'université de Miskatonic. L'ouvrage donne alors des informations sur les « Grands Anciens », les présentant comme des entités extra-terrestres ayant contrôlé la Terre longtemps avant l'apparition des humains. La Maison de la sorcière (1932) évoque le fait que le livre rende fou celui qui le lit. La sorcière Keziah Mason y a aussi appris à voyager dans le temps et l'espace. Dans Le Monstre sur le seuil (1933), un sorcier y a trouvé un sort lui permettant de passer d'un corps à un autre. L'Horreur dans le musée, œuvre que Lovecraft réécrivit pour Hazel Heald, évoque furtivement le livre. À l'image de cette nouvelle, les œuvres suivantes ne contiennent que des mentions rapides du grimoire, sans développer le mythe. Seul À travers les portes de la clé d'argent contient une citation du Necronomicon, mais il s'agissait d'une idée de E. Hoffmann Price à la base.
August Derleth, le principal continuateur de l'œuvre de Lovecraft, fut aussi celui qui développa le plus le mythe de Cthulhu, et donc celui du Necronomicon. L'ouvrage est aussi évoqué par Stephen King dans L'Homme qu'il vous faut (I Know What You Need), nouvelle parue en 1976 ; par Jorge Luis Borges dans sa nouvelle There are more things tirée du recueil Le Livre de sable ou par Umberto Eco dans Le Pendule de Foucault.

## Sources et création

### Sources utilisées par Lovecraft

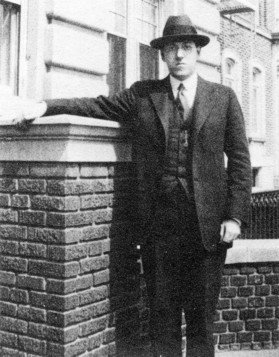
Howard Phillips Lovecraft, en 1922.

Les interprétations des exégètes de Lovecraft divergent quant à la question de ses connaissances en occultisme. Se basant sur son « matérialisme absolu » et son rejet du surnaturel en tant que croyance,, certains spécialistes ne s'appesantissent pas sur le sujet, comme le critique littéraire et essayiste américain S. T. Joshi. À l'inverse, les passionnés d'occultisme insistent sur la moindre allusion ésotérique présente dans l'œuvre lovecraftienne, voire échafaudent des théories qui érigent l'écrivain en adepte ou initié,,,,,, en dépit de son incrédulité foncière. De fait, Lovecraft manifeste ouvertement son mépris envers « les occultistes modernes et les charlatans théosophiques ».
La correspondance de l'auteur permet d'identifier certaines sources utilisées dans le cadre de la création littéraire du Necronomicon. Il en ressort que l'effet de vraisemblance créé repose sur des recherches portant sur l'ésotérisme en tant que « matière première ou documentation de référence » susceptible d'alimenter ses fictions. De ce point de vue, Lovecraft juge « les fadaises des théosophes (...) intéressantes çà et là ». Du reste, ses connaissances à cet égard demeurent sommaires,.

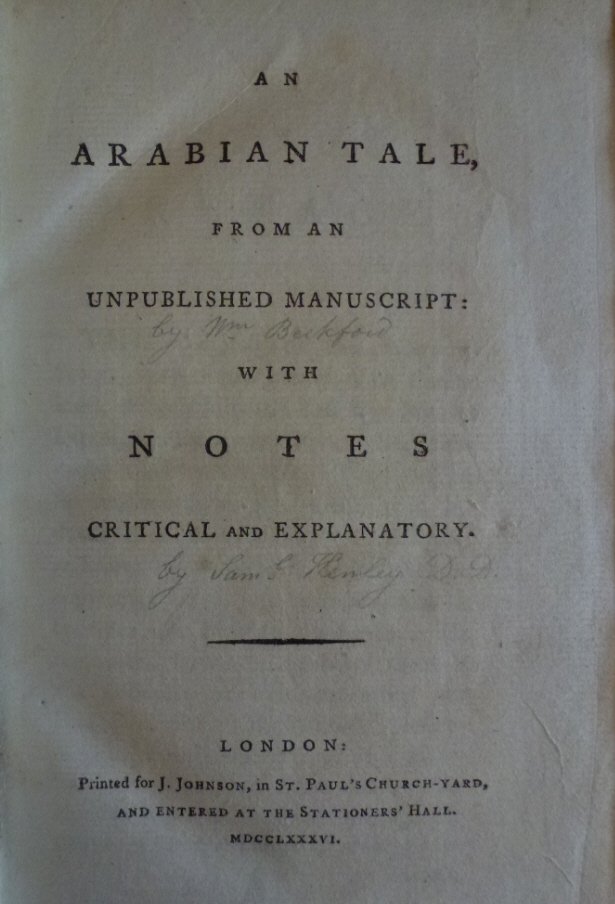
Couverture de l'édition originale de Vathek, 1786.

En octobre 1925, dans une lettre adressée à son ami Clark Ashton Smith, Lovecraft confessait connaître assez mal « la magie », précisant que sa principale source d'inspiration était l'article « Magie » de l’Encyclopedia Britannica. Il demandait à son correspondant s'il existait de bonnes traductions d'ouvrages de nécromanciens médiévaux qui décriraient comment invoquer les esprits ou le Diable. Lovecraft ne connaissait alors et n'utilisa au départ que les Mille et une nuits et Vathek, un roman gothique dans un décor arabe, écrit en 1786 par William Thomas Beckford. Il les avait beaucoup lus lorsqu'il habitait chez son grand-père après la mort de son père. À Vathek, il emprunta le bruit fait par les djinns (« al azif »). Alors qu'il était âgé de 6 ou 7 ans, il déclara à sa mère être musulman et s'appeler « Abdul Alhazred » (« Alhazred » n'a aucune signification en arabe, mais semble être un jeu de mots en anglais « All-has-read » : « Tout-A-Lu »),,. Après sa période « Mille et une nuits », le jeune Lovecraft, fasciné par la mythologie gréco-romaine, eut sa période « païenne ». Il raconte que, lorsqu'il avait à peu près sept ans, il dressait des autels à Pan, Apollon ou Diane. Il était aussi persuadé avoir alors aperçu des « créatures sylvestres » danser au pied de chênes. Quelques années plus tard, il fut fasciné par Edgar Allan Poe. Dans La Chute de la maison Usher, une des œuvres favorites de Lovecraft, on trouve une description d'une bibliothèque de grimoires interdits qui rappelle celle que lui-même évoque le Necronomicon dans Le Festival.
En 1919, Lovecraft imagine un ouvrage d'origine indienne dans une de ses premières nouvelles, Le Témoignage de Randolph Carter, publiée dans son propre magazine amateur The Conservative. Bien que le volume fictif ne soit pas le Necronomicon (il n'est rédigé dans aucune des langues évoquées ultérieurement par l'auteur), il pourrait bien en constituer le prototype littéraire. Cette même année, dans le Commonplace Book, carnets de notes utilisés comme sources d'inspiration pour ses nouvelles, Lovecraft transcrit l'idée suivante : « Livre ou manuscrit trop horrible pour être lu - averti de ne pas lire - quelqu'un lit et est retrouvé mort,. »
Au début des années 1920, Lovecraft découvrit un certain nombre d'auteurs qui influèrent son écriture et sa vision de la magie noire : Algernon Blackwood en 1920, Arthur Machen vers 1923 ou Sax Rohmer dont le roman Bat-wing (1921) influença l'écriture de L'Appel de Cthulhu. Dans Brood of the Witch-Queen, Rohmer met en scène un sorcier égyptien utilisant un grimoire, le Livre de Thot, selon un procédé similaire à l'emploi du Necronomicon chez Lovecraft. Ce dernier a lu Brood of the Witch-Queen lorsqu'il écrivait L'Affaire Charles Dexter Ward. Enfin, The Romance Of Sorcery (1914) de Rohmer, biographies romancées de magiciens célèbres, servit longtemps d'ouvrage de référence à Lovecraft.
Par contre, il est établi que Lovecraft n'avait jamais entendu parler des grimoires alors très répandus aux États-Unis et très importants dans le folklore et les croyances magiques populaires : le Sixième et Septième Livres de Moïse et le Picatrix qui pourtant aurait correspondu à ce qu'il cherchait à mettre en place. On sait cependant qu'il avait lu Le Rameau d'or de James George Frazer, The Witch-cult in Western Europe de Margaret Alice Murray ou les ouvrages de Cotton Mather : ceux sur les sorcières de Salem ou son Magnalia Christi Americana dont il possédait un original. Ces ouvrages cependant ne pouvaient constituer une source directe d'inspiration pour le Necronomicon. À partir de 1925-1926, Lovecraft commença à rassembler des informations sur la littérature ésotérique et de sorcellerie, au départ pour un article qu'il devait écrire avec Harry Houdini. En 1933, sa bibliothèque s'était enrichie sur ce thème. En juillet 1936, ses connaissances s'étaient développées et il citait dans une lettre à Willis Connover les ouvrages et travaux d'Arthur Edward Waite et d'Éliphas Lévi comme pouvant « constituer ce qui pourrait se trouver dans le Necronomicon »,,. La réponse de Clark Ashton Smith à la demande de renseignements de Lovecraft en 1925 n'est pas connue. Cependant, il a pu suggérer la lecture de Waite dès ce moment. En effet, deux incantations dans L'Affaire Charles Dexter Ward (1927) sont tirées de l'ouvrage de Waite The Mysteries of Magic. A digest of the writings of Eliphas Lévi. Malgré tout, dans sa lettre à Connover, Lovecraft écrivait trouver ces grimoires « plats […] et peu convaincants », en tout cas, pas assez terrifiants pour ses objectifs littéraires.
Lovecraft écrivit en 1937 à Harry Otto Fischer que le titre Necronomicon lui était venu en rêve et en grec Νεκρονομικον, comme beaucoup de ses nouvelles. Il lui fallut alors traduire ce titre grec en anglais. Dans cette même lettre, il suggère : « An Image of the Law of the Dead » (« Une image de la loi des morts »). Le fait qu'il attribue un ouvrage au titre grec à un auteur arabe, Abdul al-Hazred, ne pose pas de problèmes, puisque les ouvrages anciens circulaient et étaient traduits entre les deux cultures. Selon George T. Wetzel, un des spécialistes de l'auteur, le titre serait une réminiscence du poème astronomique inachevé Astronomica (ou Astronomicon) datant du Ier siècle et attribué à Marcus Manilius. Lovecraft l'avait lu dès 1915 puisqu'il y faisait référence dans un article d'astronomie qu'il écrivit pour l’Ashville Gazette News,,.

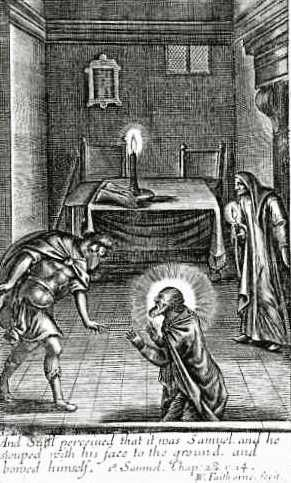
Frontispice du Saducismus Triumphatus de Joseph Glanvill.

Dans son œuvre, le romancier Lovecraft amalgame à dessein le réel et la fiction afin de créer un effet de vraisemblance. Ainsi, dans la nouvelle Le Festival (1923), le narrateur et personnage principal décrit les ouvrages posés sur une table dans la maison familiale : le Marvells of Science de Morryster, le Saducismus Triumphatus de Joseph Glanvill (1681), le Daemonolatreia de Remigius (publié en 1595 à Lyon) et le « pire de tous, l'innommable Necronomicon dans sa traduction latine interdite par Olaus Wormius ». Deux de ces ouvrages existent réellement : celui de Glanvill et celui de Remigius. Leurs auteurs étaient des chasseurs de sorcières, le Necronomicon pourrait donc être un ouvrage de sorcellerie. Par contre, l'ouvrage de Morryster est une invention du romancier Ambrose Bierce,. De même que les écrits réels ou fictifs cités dans la nouvelle Le Festival, personnage de fiction (Abdul al-Hazred) et personnalités historiques (Ibn Khallikân, le pape Grégoire IX, John Dee, Olaus Wormius) sont alternativement mentionnés dans le court texte Histoire du Necronomicon (« History and Chronology of the Necronomicon », 1927),,.
Les spécialistes de Lovecraft ont évoqué diverses sources pour le Necronomicon. Ainsi, le Picatrix est un ouvrage supposé avoir été écrit par « l'Arabe Norbar » au XIIe ou XIIIe siècle et contenant des extraits d'ouvrages ésotériques, des sorts et des informations astrologiques. L'histoire de ses traductions ressemble aussi à celle du Necronomicon. Cependant, Lovecraft ne s'y connaissait pas encore suffisamment en occultisme pour s'en être inspiré,.
En 1888, Helena Blavatsky publia La Doctrine secrète dans laquelle elle évoque le Livre de Dzyan qui pourrait être une inspiration pour le Necronomicon. Cependant, si Lovecraft connaissait certains écrits théosophes dont Le Bouddhisme ésotérique d'Alfred Percy Sinnett, ses lettres révèlent qu'il n'apprit l'existence du Livre de Dzyan qu'en 1933 et ne lut d'ouvrages de Blavatsky qu'à partir de 1936,.

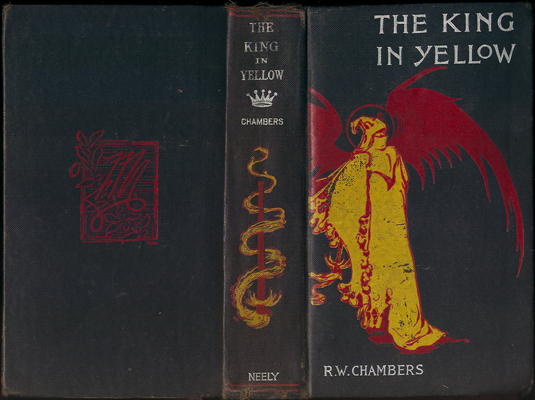
Le Roi en jaune, (couverture d'une édition américaine, 1895)

L'écrivain Lin Carter suggère à tort une autre source littéraire comme influence du Necronomicon : Le Roi en jaune (The King in Yellow),, recueil de nouvelles fantastiques de l'écrivain américain Robert W. Chambers. Dans plusieurs récits de ce livre publié en 1895, Chambers fait allusion à une sulfureuse pièce de théâtre intitulée Le Roi en jaune. En sus d'avoir été interdite par « le gouvernement français » et mise à l'Index par l'Église, cette œuvre fictive engendre la mélancolie et la folie chez ses lecteurs. Toutefois, Lovecraft ne prend vraisemblablement connaissance de l'ouvrage de Chambers qu'au début de l'année 1927, lors de lectures préparatoires à la rédaction de son essai Épouvante et Surnaturel en littérature (Supernatural Horror in Literature), où il cite élogieusement Le Roi en jaune. Le critique littéraire S. T. Joshi souligne donc que le recueil de Chambers ne constitue pas une source d'inspiration du Necronomicon puisque celui-ci est mentionné antérieurement dans la nouvelle Le Molosse (The Hound) rédigée en 1922. À titre de clin d'œil, dans le court texte Histoire du Necronomicon (écrit en 1927 puis publié en 1938), Lovecraft évoque facétieusement le grimoire fictif de l'arabe dément Abdul al-Hazred comme source d'inspiration de Robert W. Chambers (dénommé erronément « Robert W. Campbell » dans les éditions françaises),.

### Sources apocryphes

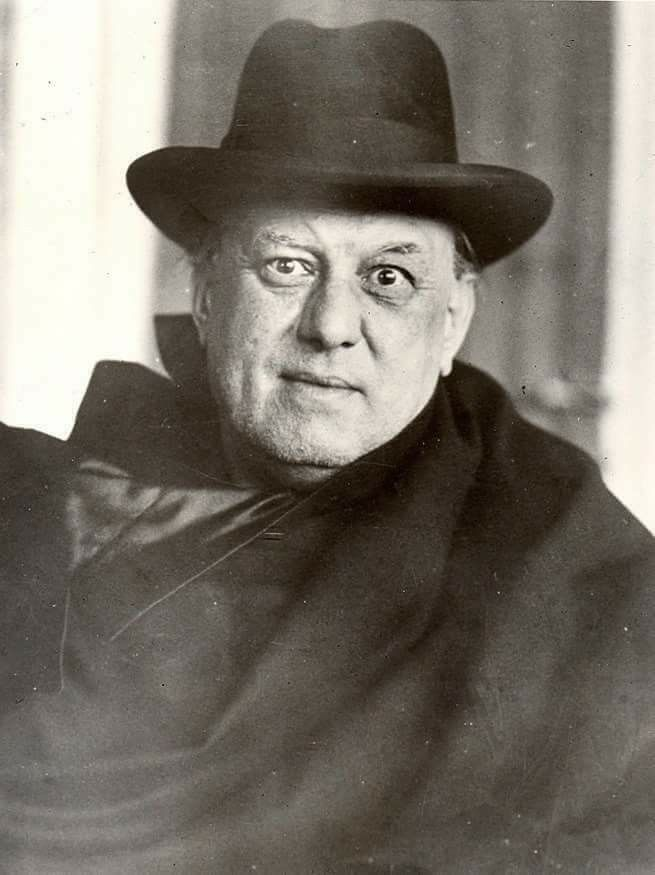
Aleister Crowley en 1929.

Le Necronomicon Simon, le « faux » le plus répandu fait dans sa préface de Lovecraft un spécialiste de la mythologie sumérienne. Or, s'il en avait quelques connaissances, il n'en fut jamais un spécialiste et ne s'en est donc pas inspiré pour la création du Necronomicon. De même, le Necronomicon Simon évoque des liens avec la Golden Dawn, qui n'ont jamais été prouvés. Ces liens sont repris par une des histoires du Necronomicon les plus consultées, voire reprises, sur internet, l'Anti-FAQ de Colin Low,. Il suggère une liaison entre Sonia Greene, première épouse de Lovecraft et Aleister Crowley (liaison qu'aucune preuve ne vient corroborer). L'ensemble du texte de Colin Low donne de nombreux détails souvent repris par ailleurs. Lui-même évoque comme source principale The Book of the Arab de Justin Geoffrey chez Starry Wisdom Press. Ni l'auteur, ni le livre ni la maison d'édition n'existent. Colin Low a par ailleurs expliqué qu'il avait tout inventé.
En fait, Kenneth Grant, disciple de Crowley suggéra le premier cette idée d'un lien entre Lovecraft et Crowley. Dans son The Magical Revival de 1972, il les associe en effet, mettant en parallèle, pour leurs consonances, le Al Azif du premier avec le Al vel Legis du second, le Kadath de l'un et le Hadith de l'autre (surnom que se donnait Crowley), le Yog-Sothoth du premier et le Seth-Thoth du second, etc. Grant est aussi celui qui est à l'origine de l'idée que le Necronomicon se trouverait dans les archives akashiques, d'où le fait qu'il puisse exister sans être matérialisé sur du papier. Pour Grant, Lovecraft est un adepte capable de voyage astral entre les sephiroth et les qliphoth et ce qu'il y aurait vu aurait donné ses nouvelles et le Necronomicon. D'autres auteurs ésotériques auraient aussi fait ce type de voyage astral. Mme Blavatsky en aurait ramené le Livre de Dzyan, considéré comme une inspiration pour le Necronomicon ; Ambrose Bierce, Robert W. Chambers ou Arthur Machen y auraient eux aussi aperçu le Necronomicon akashique. Grant a aussi suggéré (dans Outside the Circles of Time en 1980) que Lovecraft était la réincarnation d'Abdul al-Hazred ; en fait que Lovecraft lui-même lui aurait dit en être la réincarnation. Or, dans une lettre à C. A. Smith, ce dernier écrivait être un « matérialiste total, sans aucune croyance en aucune forme de surnaturel, que ce soit religion, spiritualisme, transcendantalisme, métempsycose ou immortalité ».
En avril 1982, Doreen Valiente, une membre d'un des premiers covens wiccas, développe l'idée de Grant que le Necronomicon serait issu des archives akashiques en le considérant comme un terma de l'école Nyingmapa du bouddhisme tibétain (un enseignement caché par les maîtres tant que le monde n'est pas prêt à le recevoir). Une vingtaine d'années plus tard, le magicien du chaos et adepte du sexe tantrique, Tyagi Nagasiva, suggéra la même chose sur son site internet. Valiente est une des rares wiccas à avoir évoqué le Necronomicon. Elle considère le fait que Lovecraft mentionne souvent les mégalithes britanniques dans ses ouvrages comme une preuve de ce qu'elle avance. Son article de 1982 n'évoque jamais le Necronomicon Simon, alors que Nagasiva insiste sur son importance.
L'idée que le Necronomicon puisse exister, qu'il soit un puissant livre de magie, surtout après la parution du Necronomicon Simon, semble avoir poussé un certain nombre d'aspirants-magiciens à essayer à tout prix d'intégrer le grimoire fictif dans des systèmes magiques de référence. Ainsi, toutes sortes de liens ont été inventés entre Lovecraft et Crowley (jusqu'à une liaison avec Sonia Greene), pour se convaincre que la magie lovecraftienne fonctionnerait tout comme fonctionnerait la magie de Crowley.

## Contenu

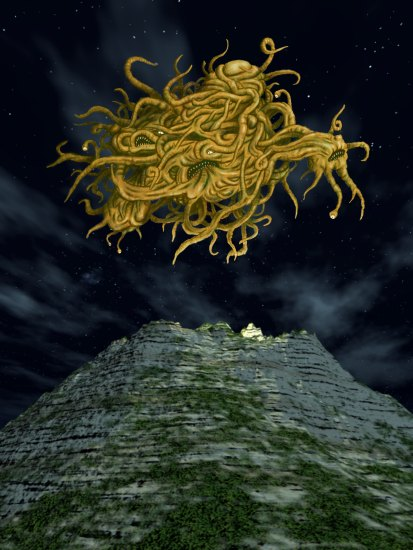
Vision d'artiste de Yog-Sothoth, lors de l'une de ses invocations au sommet d'une montagne.

Lovecraft n'ayant jamais précisé le réel contenu ou la réelle nature de l'ouvrage, de nombreuses spéculations se sont développées. Il fut suggéré que le Necronomicon était une « histoire naturelle des autres mondes », « les textes sacrés des dieux obscènes », « un grimoire de sortilèges et d'incantations », « la clé pour ouvrir le portail qui amènerait à l'extinction finale de la race humaine ». Si son contenu était subodoré à partir de ce qui se trouve dans les principaux grimoires datant du VIIIe siècle, alors s'y trouveraient diverses prières, des conseils d'hygiène et de nutrition, des listes d'ingrédients pour des potions. L'ensemble serait suffisamment parcellaire pour que les lecteurs soient obligés d'avoir recours à d'autres textes pour en combler les lacunes ou comprendre sortilèges et potions.
Dans Le Molosse, le Necronomicon n'est pas encore un livre de sortilèges, puisque les deux personnages principaux n'y trouvent aucun moyen de se protéger du sorcier qu'ils ont déterré. Le livre n'offre que de la connaissance occulte. Quant à l'auteur, Abdul al-Hazred, il y est décrit comme un démonologiste. Par contre, dans Le Festival, Lovecraft place le Necronomicon avec des ouvrages consacrés à la sorcellerie. On peut donc alors penser qu'il serait un ouvrage de sorcellerie lui-même. Cependant, son utilisation lors d'une cérémonie cultuelle en ferait plutôt un livre sacré. Cette idée est renforcée par L'Appel de Cthulhu où il sert aux cérémonies religieuses d'une secte d'adorateurs de ce « Grand Ancien ». Dans les nouvelles suivantes ainsi que dans L'Affaire Charles Dexter Ward, l'ouvrage apparaît comme un grimoire de magie, du genre de la Clavicule de Salomon ou l’Arbatel. Ainsi, le septième livre du Necronomicon contiendrait des incantations pour ressusciter les morts ; d'autres passages permettraient de voyager dans le temps. Il y aurait aussi des incantations pour attaquer les ennemis du sorcier. L'Abomination de Dunwich précise qu'à la page 751 de « l'édition complète » se trouve une invocation de Yog-Sothoth. Dans certaines nouvelles, l'ouvrage est présenté comme contenant de nombreuses informations sur les « Grands Anciens » et l'histoire de la Terre aux origines, lorsqu'ils la contrôlaient.
Cependant, le Necronomicon est aussi présenté comme un ouvrage beaucoup plus puissant qu'un simple grimoire de magie. Dans L'Affaire Charles Dexter Ward, il suffit, sans aucune connaissance occulte, de lire à haute voix une des incantations pour déclencher le sort. On retrouve ici d'autres traditions. Dans le Japa-Yoga, la répétition de la vibration correcte du mantra donne des résultats, même si on ne comprend pas le mantra. Dans la Kabbale, la prononciation correcte du Tétragramme sacré est le nom de Dieu le plus puissant.

## Mythe de l'existence de l'ouvrage
Le principal mythe autour du Necronomicon est celui de son existence, bien qu'il n'ait jamais été mentionné avant Lovecraft et que l'auteur lui-même ait admis l'avoir inventé,. Pour Lovecraft, que ses lecteurs imaginent, le temps de leur lecture, que le Necronomicon pût exister, participe de la « suspension consentie de l'incrédulité ». Les détails précis augmentent le plaisir de la lecture, mais ne sont destinés à durer que le temps de la lecture, pas au-delà. Pour Robert M. Price, théologien et spécialiste de Lovecraft, c'est le fait même que l'ouvrage n'existe pas et que son contenu soit simplement suggéré qui en fait toute la force. Le Necronomicon a une fonction narrative (terrifier le lecteur) qui disparaîtrait dès que cette terreur serait matérialisée. Tant que le livre n'existe pas, il peut remplir sa fonction narrative. Toute révélation, création d'un contenu ne pourrait être qu'une déception eu égard à l'imagination du lecteur.

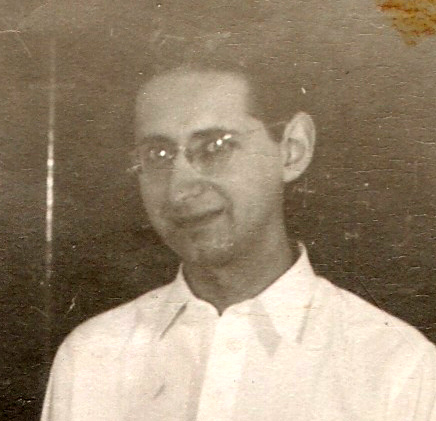
Robert Bloch en 1943.

Au début des années 1930, devant le nombre d'auteurs différents mentionnant le livre, certains lecteurs finirent par croire à son existence. À la fin de 1936, le rédacteur en chef de Weird Tales, Farnsworth Wright, réagissant à l'abondant courrier des lecteurs, publia un texte affirmant que le Necronomicon n'était qu'une invention de Lovecraft. Malgré les demandes répétées qui lui furent faites en ce sens, ce dernier hésita à créer et à publier le Necronomicon. Il considérait que l'ouvrage devrait au moins atteindre les mille pages pour contenir tout ce qui était suggéré dans les nouvelles. Surtout, il aurait passé beaucoup de temps et d'énergie à mettre en forme un livre qui n'aurait finalement pas été si terrible et impressionnant que cela. En tout cas, il aurait été beaucoup moins impressionnant que tout ce que les lecteurs pouvaient imaginer à partir des quelques évocations dans les œuvres littéraires (lettre à James Blish et Wiiliam Miller Jr.). Il pensa un temps publier des « extraits » puis y renonça (lettre à Robert E. Howard, mai 1932). Il se déclara alors opposé à ce qu'il appelait un « canular sérieux », arguant que cela engendrerait une confusion susceptible de gêner les chercheurs intéressés par le folklore ou les croyances magiques,,. À la fin de sa vie, Lovecraft écrivit à un de ses amis : « Si la légende du Necronomicon continue à grandir, les gens vont finir par croire qu'il existe vraiment. » Cependant, les proches de Lovecraft n'eurent pas tous la même attitude. Ainsi, dès 1936, des publicités parurent annonçant la possibilité d'acheter le livre pour 1,49 $. Lovecraft considéra qu'il s'agissait d'un canular dû à Robert Bloch,.
Les partisans de l'existence du livre émettent un certain nombre d'avis personnels. Selon eux, Lovecraft aurait consulté un exemplaire et en aurait été traumatisé. Il aurait possédé un exemplaire soit directement, soit ramené mentalement des Annales akashiques à la suite d'une transe,. D'autres versions, liées à une histoire inventée par l'écrivain britannique Colin Wilson pour la préface d'une édition d'un faux Necronomicon, veulent que Winfield Scott Lovecraft, le père de H. P. Lovecraft, ait été le dépositaire d'un savoir secret que lui aurait confié une loge de franc-maçonnerie égyptienne. Il en serait devenu fou (le père de Lovecraft fut effectivement interné), mais pas avant d'avoir transmis ce savoir à son fils. Celui-ci aurait ensuite découvert des manuscrits de rituels magiques parmi les papiers de son père. Cependant, si le grand-père d'H. P. Lovecraft avait été maçon, aucune preuve n'existe pour son père. Père et fils n'ont jamais été très proches (Winfield Lovecraft était un représentant de commerce) et les connaissances maçonniques d'H. P. Lovecraft étaient très succinctes.
Les croyants en la réalité du Necronomicon estiment également que Lovecraft aurait gardé ses connaissances secrètes en raison de dangers présumés, tout en laissant filtrer dans ses récits des informations relatives à l'ouvrage. L'importance accordée à celui-ci dans l'œuvre de l'auteur constituerait ainsi une indication de son existence. Le fait que le Necronomicon n'ait jamais été mentionné avant Lovecraft s'expliquerait censément par la dissimulation du grimoire, soit par ses adversaires pour en cacher la puissance supposée, soit par ses adorateurs pour la même raison, suivant les principes de la théorie du complot. In fine, « l'argument » définitif avancé par ceux qui croient en l'existence du livre est qu'il est impossible de prouver qu'il n'existe pas,.
Pour des raisons narratives dans le cadre de ses fictions, Lovecraft évoque la conservation de quelques rares exemplaires de l'ouvrage dans les archives secrètes du Vatican, dans les réserves secrètes du British Museum, à l'université de Lima au Pérou, à l'université de Buenos Aires en Argentine, à la Bibliothèque Widener d'Harvard ou encore à la Bibliothèque nationale de France, sans compter la bibliothèque de l'université de Miskatonic d'Arkham, université américaine inventée par Lovecraft. Les partisans de la réalité de l'Histoire du Necronomicon prennent ces informations au premier degré, les assimilant à des faits.
De surcroît, des exemplaires de faux Necronomicon sont régulièrement mis en vente, nourrissant ainsi le mythe de son existence. En juillet 1945, dans le Publisher's Weekly, magazine des libraires d'occasion américains, la Grove Street Bookstore de New York annonçait qu'elle recherchait un Necronomicon, un De Vermis Mysteriis de Ludwig Prinn et les Commentaries on Withchcraft de Mycroft. Les deux derniers livres sont des inventions provenant des œuvres de Robert Bloch. L'année suivante, le libraire Philip Duschnes, toujours de New York, vendait un Necronomicon (version latine de Wormius) pour 375 $. Il précisait que seuls deux autres exemplaires existaient aux États-Unis, dont un à la bibliothèque de l'université Miskatonic. En 1966, une autre édition de Wormius fut mise en vente pour 25 000 $. Jusqu'en 1966, il n'existait physiquement aucun livre qui pût correspondre à ces annonces. Cela changea définitivement en 1967.
Les diverses publications de textes apocryphes alimentent la spéculation relative à l'existence de l'ouvrage. Ces publications, principalement motivées par des raisons pécuniaires, correspondent cependant à un double besoin réel dans le public. Même lorsque le faux est évident, l'envie de croire que malgré tout il pourrait être vrai, ou exister, est la plus forte. Le Necronomicon est le symbole d'un savoir interdit et tout puissant, qui ne s'acquerrait qu'au risque de sombrer dans la folie. Symbole de l'hubris humaine, le grimoire s'inscrit également dans la lignée de diverses croyances, depuis les procès de sorcières à l'époque moderne jusqu'aux rumeurs de messes sataniques au XXe siècle, qui ressortent toutes d'une croyance principale : celle que le Mal absolu existe. In fine, le même phénomène est constaté autour du Necronomicon, ouvrage fictif, qu'autour de grimoires réels tels que le Picatrix : leur contenu est peu ou mal connu, relayé par des rumeurs, même quand le livre est réel. La réputation de ces écrits, identifiés au pouvoir absolu du Mal absolu, est essentielle à la perpétuation du mythe. Paradoxalement, l'inexistence du Necronomicon facilite les projections de puissance et de présence maléfiques,.
Diverses éditions du Necronomicon sont parues au XXe siècle,. La mort d'August Derleth en 1971 entraîne la disparition du contrôle très strict qu'il exerçait, via Arkham House, sur l'héritage de Lovecraft. Si ses œuvres ne sont toujours pas libres de droits, le développement du mythe et de ses éléments devient alors beaucoup plus facile.

### Récits de lecteurs

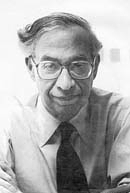
Donald A. Wollheim en 1983.

Le premier « vrai » faux à être historiquement mentionné (sans exister) est la « traduction Faraday ». Au début des années 1930, Donald A. Wollheim, jeune fan de Lovecraft, fait paraître dans un journal local du Connecticut, le Bradford Review and East Haven News, une critique d'une traduction du Necronomicon par un certain W. T. Faraday. Lovecraft n'en apprend l'existence qu'en 1936, quand Wollheim envoie la coupure de presse à Willis Conover qui la fait parvenir à Lovecraft puis la reproduit dans sa biographie Lovecraft at Last. Ce dernier prend la chose avec humour et écrit à Conover : « Il faut que je me procure cette traduction par Faraday, même si c'est probablement un faux ». Selon Wollheim, qui ne connaît pas l'Histoire du Necronomicon, la traduction de Faraday aurait été la première traduction en anglais, à partir de l'exemplaire latin de Wormius. Elle n'aurait été que la seconde parution d'un Necronomicon depuis ce même Wormius. Faraday aurait aussi expurgé l'ouvrage des deux-tiers, pour des raisons de sécurité.
Un des principaux et plus prolifiques fans de Lovecraft, Fred L. Pelton, réalise dans les années 1940 un Cultus Maleficarum, plus connu en tant que Manuscrit Sussex. Il serait une traduction en anglais de la version latine de Wormius par le baron Frederic Ier de Sussex en 1598. L'ouvrage de Pelton doit beaucoup à Derleth, d'où son insistance sur les « Grands Anciens » mais aussi sur les « Dieux très anciens » représentants des forces du Bien et invention de Derleth. Les premiers chapitres de l'ouvrage portent sur l'affrontement entre ces deux types d'entités extraterrestres très anciennes. Les chapitres suivants portent sur les cultes des « Grands Anciens » et les bénéfices à tirer de leur adoration, en rapport avec les grands dangers. L'ouvrage ajoute nombre de créatures et de lieux mythiques à tous ceux déjà évoqués dans les ouvrages précédents. Le dernier chapitre contient diverses prophéties sur le futur de la Terre. Il s'arrête au milieu d'un mot et se termine par vingt-trois pages blanches. L'ensemble est rédigé dans un style archaïsant. Pelton illustre lui-même ses textes. Il l'envoie à Derleth qui envisage un temps de le publier dans sa maison d'édition Arkham House, mais ne le fait pas, oubli volontaire semble-t-il. Finalement, il paraît en partie dans le magazine de fanfiction Crypt of Cthulhu dans les années 1950. De nombreuses pages se perdent ensuite. Ce qui reste est inclus en 1996 dans le Necronomicon Price.
Dans les années 1970, un groupe de fans américains très actifs, l'Ordre ésotérique de Dagon, s'organise en maison d'édition amateur, par courrier. Les membres produisent leurs créations et se les envoient. Ainsi, en février 1976, un des membres, Robert C. Culp, envoie aux autres son Necronomicon. C'est sa dernière contribution. Il n'envoie plus rien ensuite, un fait significatif pour les fans persuadés de l'existence et de la dangerosité de l'ouvrage. L'exemplaire commence par une citation de Wormius, prévenant des dangers. Les deux premières parties exposent les avantages et inconvénients des relations avec les « Grands Anciens ». La suite est une fiction racontant la quête d'un manuscrit magique censé donner la vie éternelle.
En 1999, Merlyn Stone publie à compte d'auteur un Necronomicon, dans le cadre d'une série de livres de sorcellerie. Il contient des listes de sorts, rituels et grimoires (avec des emprunts au Necronomicon Simon). L'introduction évoque une origine très ancienne du manuscrit original (daté au Carbone 14 de 6000 av. J.-C.), dit qu'Aleister Crowley l'a consulté, mais précise que le Necronomicon est avant tout un symbole. En fait, consulté, l'auteur déclara qu'il avait mis sous le titre de Necronomicon tout ce qu'il n'avait pu mettre dans ses trois autres ouvrages de sorcellerie.

### Éditions commerciales
En 1966, Philippe Druillet est le premier à « matérialiser » le Necronomicon pour le grand public. Il présente trois de ses planches parues dans le numéro d'automne 1966 d’Anubis comme des pages du Necronomicon. Cinq autres pages paraissent dans le numéro spécial Lovecraft d’Heavy Metal en octobre 1978. Il était précisé que ces pages avaient été choisies pour la publication car elles ne représentaient aucun danger pour le non-initié. Le livre complet était annoncé, aux éditions du Terrain Vague. Cependant, poursuivait le texte d'introduction, un attentat à la bombe avait endommagé les locaux de l'éditeur, retardant la sortie. Une enquête avait été confiée à Auguste Dupin (le détective inventé par Edgar Allan Poe).

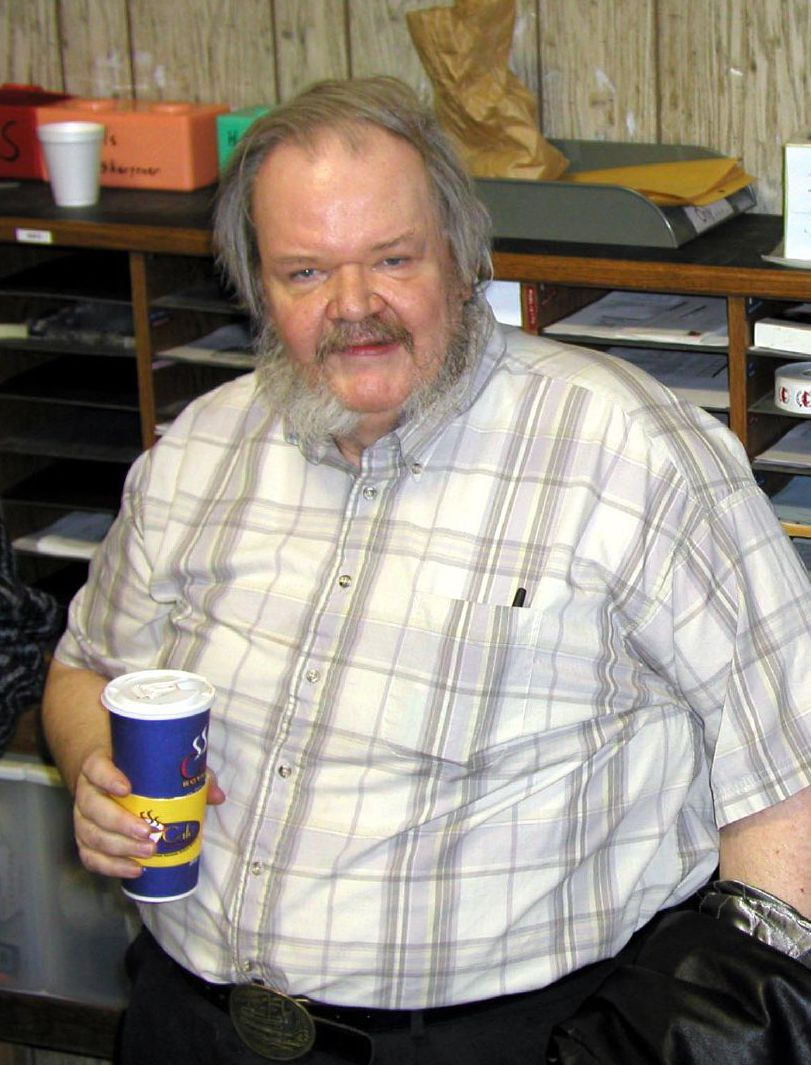
Jack L. Chalker, janvier 2003.

Le premier « vrai » faux à exister matériellement, dans son « intégralité » est le Necronomicon écrit par Jack L. Chalker à partir de notes de Mark Owings, à qui l'ouvrage est attribué dans les bibliographies. En 1967, une édition limitée de 600 exemplaires fut mise sous presse par la maison d'édition de Chalker, Mirage Press à Baltimore. Celle-ci avait dû passer un accord commercial avec Arkham Press pour obtenir le droit de publier. En réalité, l'ouvrage était intitulé The Necronomicon: A Study. Il reprenait l’Histoire du Necronomicon par Lovecraft et citait les divers passages glanés dans les œuvres l'évoquant. Surtout, il jouait sur l'ambigüité du mythe de l'existence. Un chapitre (« The Existing Copies: A Bibliobiography », « Les copies existantes : une bibliobiographie ») faisait la liste des exemplaires se trouvant dans les bibliothèques publiques et privées à travers le monde, ceux évoqués par les œuvres littéraires. Cependant, Owings / Chalker précisaient que les auteurs de ces œuvres avaient dû faire croire, pour des raisons de sécurité, que tout cela n'était que de la fiction.

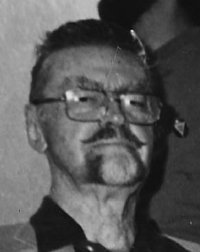
Lyon Sprague de Camp, septembre 1988.

Les premiers à profiter du relâchement du contrôle après la mort de Derleth furent le premier grand biographe de Lovecraft Lyon Sprague de Camp et Owlswick Press. En 1973, cette maison d'édition fit paraître un Al Azif préfacé par De Camp. Le livre, dont les 348 exemplaires ont aujourd'hui tous disparu, consistait en une série de seize pages se répétant avec quelques changements (les caractères à la fin des lignes sont différents) tandis que la première et la dernière étaient complètement différentes. Il est supposé être la reproduction d'un manuscrit en « duriaque », une langue dont la calligraphie ressemble à de l'arabe. Les dessins sont dus à Robert Dills. La préface de De Camp ajoute au mythe. Il explique comment il serait devenu le propriétaire du manuscrit original reproduit ensuite. D'après son intermédiaire libanais, les autorités irakiennes auraient découvert l'ouvrage lors de fouilles et auraient décidé de le faire traduire. Cependant, les trois premiers traducteurs auraient disparu sans laisser de trace, peut-être parce qu'ils lisaient le manuscrit à voix haute. Les Irakiens auraient alors décidé de s'en débarrasser en faisant d'une pierre deux coups : en le vendant aux Américains pour semer le chaos dans leur communauté universitaire quand une traduction serait tentée. Ainsi, l'Irak se vengerait de la politique américaine au Moyen-Orient. De Camp prévenait donc les lecteurs de ne pas essayer de traduire ou prononcer le texte à haute voix, chose de toute façon impossible puisque langage et écriture étaient inventés. Le livre eut un énorme succès. L'édition limitée de 348 exemplaires fut très vite vendue. La maison d'édition reçut de nombreuses commandes, qu'elle refusa. Un doctorant demanda accès au manuscrit afin d'écrire sa thèse prouvant que le livre n'était pas un faux et contenait de véritables sorts. L'éditeur dut écrire au directeur de recherches pour y mettre fin. Le fait même que le nombre d'exemplaires restât restreint convainquit une partie du public de l'authenticité du manuscrit, à nouveau étroitement gardé et réservé à quelques initiés et bibliothèques,.
En 1973, une petite maison d'édition de Waldwick, Rob Lynn, publia 500 exemplaires de The Necromantic Grimoire of Augustus Rupp. L'auteur (qui ne revendique que l'introduction) est Anthony Raven à qui on doit par ailleurs un The Occult Lovecraft en 1975 et un court roman The Ruby Toad cosigné avec Augustus Rupp. Selon l'introduction, ce dernier aurait été professeur d'histoire de la Mésopotamie à l'université de Stuttgart, mort en 1849. Il aurait publié en 1846 un grimoire compilant le Grimoire d'Honorius (en), l’Heptameron du Pseudo-Pietro d'Abano et le Necronomicon. Le manuscrit aurait été perdu quand Rupp dut fuir son domicile pour échapper à une arrestation par l'Inquisition. Dans les années 1890, le manuscrit, perdu, aurait été retrouvé, traduit et publié par un professeur de Cambridge, Carter Stockdale, à la demande d'érudits et de mages. La première partie de l'ouvrage est un bestiaire fantastique. La seconde partie explique comment invoquer ces créatures. Parmi ces invocations, se trouve celle permettant d'invoquer Cthulhu et serait copiée de l'édition madrilène de 1630 du Necronomicon.
Les trois Necronomicon suivants déclarèrent chacun être le « premier » jamais édité. Début 1977, à Bâle, le peintre suisse H.R. Giger fit paraître un recueil de peintures intitulé Necronomicon, après avoir tourné un court-métrage du même titre deux ans plus tôt,. C’est après avoir pris connaissance de cet ouvrage que Ridley Scott a contacté l’artiste et lui a confié le design original des décors et de la créature extra-terrestres de son film Alien, Le huitième passager. Des éditions française et allemande suivirent dès l'automne de la même année. En 1985, un nouveau recueil parut sous le titre de Necronomicon II. Selon Giger, c'est Sergius Golowin qui lui suggéra le titre soit pour le court-métrage, soit pour son recueil. Un court texte accompagne chacun des recueils sur la page de titre. Giger y évoque un manuscrit perdu pour lequel ses illustrations seraient un complément. Il traduit le titre en « types ou masques de la mort ». Le texte pour Necronomicon II reprend en plus celui de l'Histoire du Necronomicon.

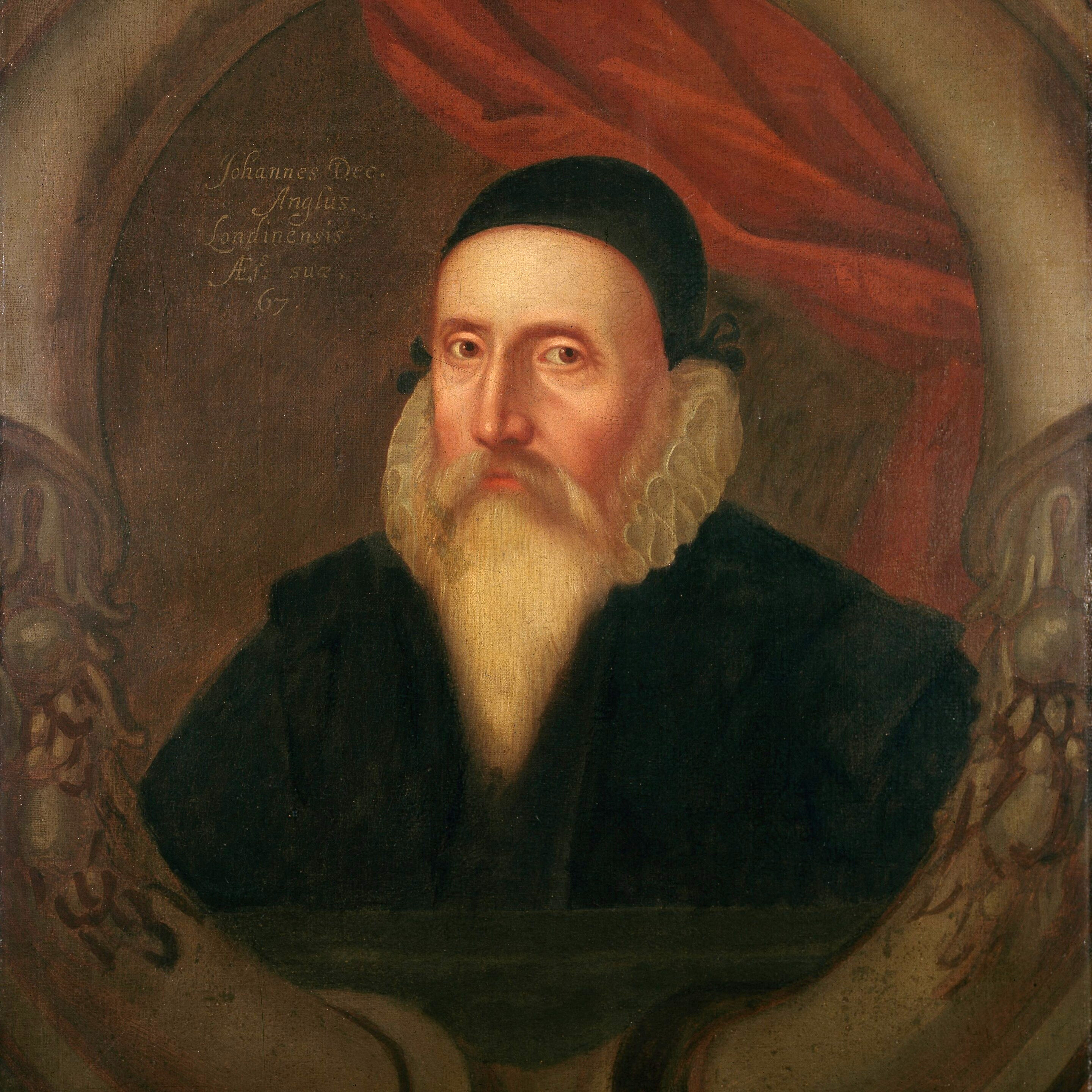
John Dee, portrait du XVI, artiste inconnu.

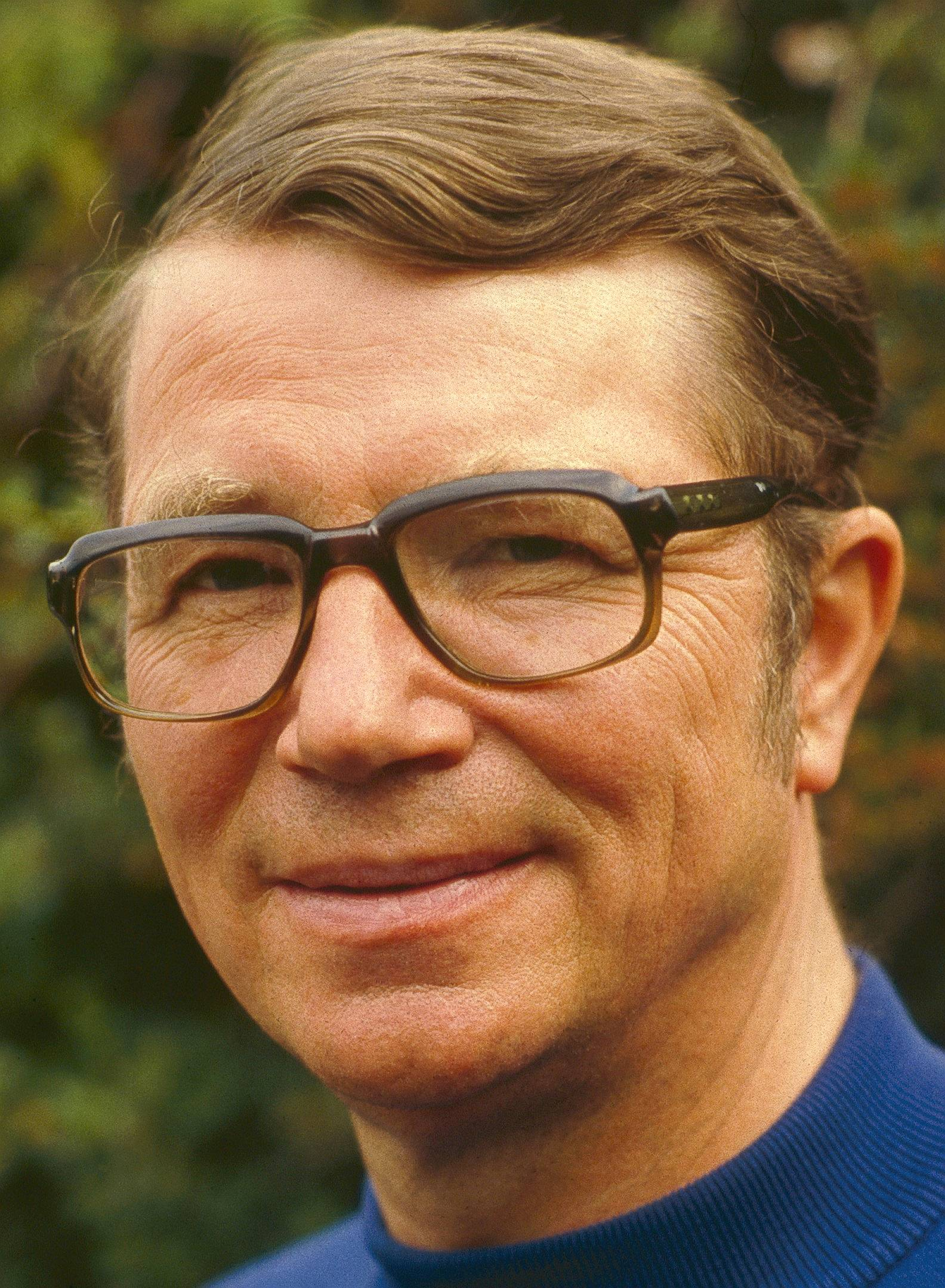
Colin Wilson, juillet 1984.

En 1978, en Grande-Bretagne, un Necronomicon : The Book of Dead Names, dit Necronomicon Hay fut publié avec une préface par Colin Wilson. Celui-ci, après avoir été très critique de Lovecraft (le qualifiant d'« auteur malsain » au « style inauthentique ») dans son The Strength of Dreams en 1962, écrivit trois nouvelles du mythe de Cthulhu. Dans la préface qui lui fut commandée, il invente une histoire au livre publié. Selon lui, il aurait appris la possibilité de l'existence réelle du Necronomicon grâce au Al Azif de De Camp. Il serait alors entré en contact avec Robert Turner qui dirigeait le groupe de magiciens de l'Ordre de la Pierre Cubique, qui tentait alors de retrouver les sources de Lovecraft dans les grimoires médiévaux et George Hay, qui éditait des travaux sur le Necronomicon. Il aurait alors appris que le spécialiste autrichien de l'occulte, le docteur Hinterstoisser aurait des informations. Et en effet, ce dernier lui aurait révélé que le père de H. P. Lovecraft aurait appartenu à la franc-maçonnerie égyptienne. Celle-ci aurait encore possédé des secrets anciens remontant aux Sumériens et transmis à travers l'histoire, par Cagliostro par exemple. Winfield Lovecraft aurait alors appris comment déchiffrer un manuscrit très ancien : le Necronomicon. Cependant, la piste se serait arrêtée là. Colin Wilson aurait alors suivi celle de John Dee. Et en effet, dans les archives du British Museum, dans les papiers de Dee, il aurait retrouvé un Liber Logaeth (ou Liber Logaeath), une longue suite de lettres sans aucun sens. Grâce aux progrès de l'informatique cependant, il aurait pu enfin décrypter ce texte. Ce serait alors qu'il aurait découvert le Necronomicon, dans sa version John Dee. Il aurait alors réussi à persuader George Hay de le publier. En 1980, pour la sortie de l'édition de poche, Colin Wilson écrivit dans Fantasy Macabre un article précisant que l'histoire était totalement inventée, comme le livre. Il précisait que le premier indice était le titre. Necronomicon ne signifiant pas en latin Le Livre des Noms des Morts, l'ouvrage ne pouvait être qu'un faux. En 1984, dans le fanzine Crypt of Cthulhu, il raconta la véritable histoire de la création du Necronomicon Hay. La maison d'édition britannique Neville Spearman Ltd rééditait les œuvres de Lovecraft, Howard ou Ashton Smith. Son patron, Neville Armstrong eut l'idée de les accompagner d'un Necronomicon crédible. Il demanda à George Hay de s'en charger. Le premier jet n'était pas très bon. Hay consulta Wilson qui suggéra de demander à Turner de compléter le travail. Wilson se chargea ensuite de mettre sur pied un mythe crédible. Il se fit même écrire depuis l'Autriche par un ami une lettre signée du docteur Hinterstoisser. Le Necronomicon Hay est principalement un livre de magie. Il ressemble aux grimoires du type Clavicule de Salomon, mais en lien avec les « Grands Anciens ». Il explique comment leur dédier des autels, des épées cérémonielles, etc. L'ouvrage eut peu de succès et disparut rapidement, contrairement au Necronomicon Simon,.
En 1983, Spook Enterprises d'Elizabeth Ann Saint George proposa un Necronomicon, sous-titré The Book of Shades (« Le Livre des Ombres »). Il est supposé être la traduction d'un manuscrit arabe retrouvé au Pérou en 1964. Les traducteurs seraient Madame Ruzo, l'épouse du collectionneur péruvien, et Elizabeth Ann Saint George (qui confessait son ignorance de l'arabe). L'ouvrage n'est pas attribué à al-Hazred, mais à Al Raschid de Sothis. Il contient divers sorts, allant du conseil d'hygiène de base à l'invocation d'une armée d'anges. L'originalité du livre est qu'il essaye de ressembler à ce qu'un Arabe du VIIIe siècle aurait pu écrire.
La plus volumineuse édition se rapportant au Necronomicon est due à la plume de Lin Carter. Cet écrivain avait publié des nouvelles dans le cadre du mythe de Cthulhu, en vue de rendre celui-ci cohérent. Il poursuivit ce travail de mise en cohérence avec son Necronomicon, certaines de ses nouvelles étant directement prévues pour constituer des chapitres du grimoire. Ainsi, la nouvelle The Doom of Yakthoob, parue en 1971 dans The Arkham Collector, est supposée être le premier chapitre du Necronomicon ; elle raconte le destin de Yakthoob, le maître d'al-Hazred. Après le décès de Lin Carter, l'intégralité de ses récits liés au Necronomicon parut en 1990 dans le numéro spécial « The Complete Lin Carter Necronomicon Issue » du fanzine Crypt of Cthulhu, puis dans le Necronomicon Price en 1996. Carter prétendait que l'ouvrage était la « traduction Dee » qu'il avait retrouvée et annotée. La première partie est un récit de la vie d'Abdul al-Hazred en neuf épisodes, correspondant à neuf nouvelles (éditées ou non). La deuxième partie est une description des « Grands Anciens », des récompenses et risques qu'il y a à les invoquer et servir. Une partie est consacrée au voyage à travers le temps et l'espace. Une avant-dernière partie explique comment renvoyer les entités invoquées. La dernière partie aurait dû être consacrée aux sorts et rituels, mais comme pour le reste de son œuvre, Carter a laissé le Necronomicon inachevé. Des pages existeraient, mais n'ont pas été publiées. Une partie des textes est empruntée au Necronomicon Hay, ce qui est logique, étant donné le travail de mise en cohérence des éléments du mythe auquel Carter s'était attelé. Il semblerait qu'il ait aussi travaillé (mais les pages publiées ne permettent pas de l'affirmer) à partir du Manuscrit Sussex et du Necronomicon Simon.

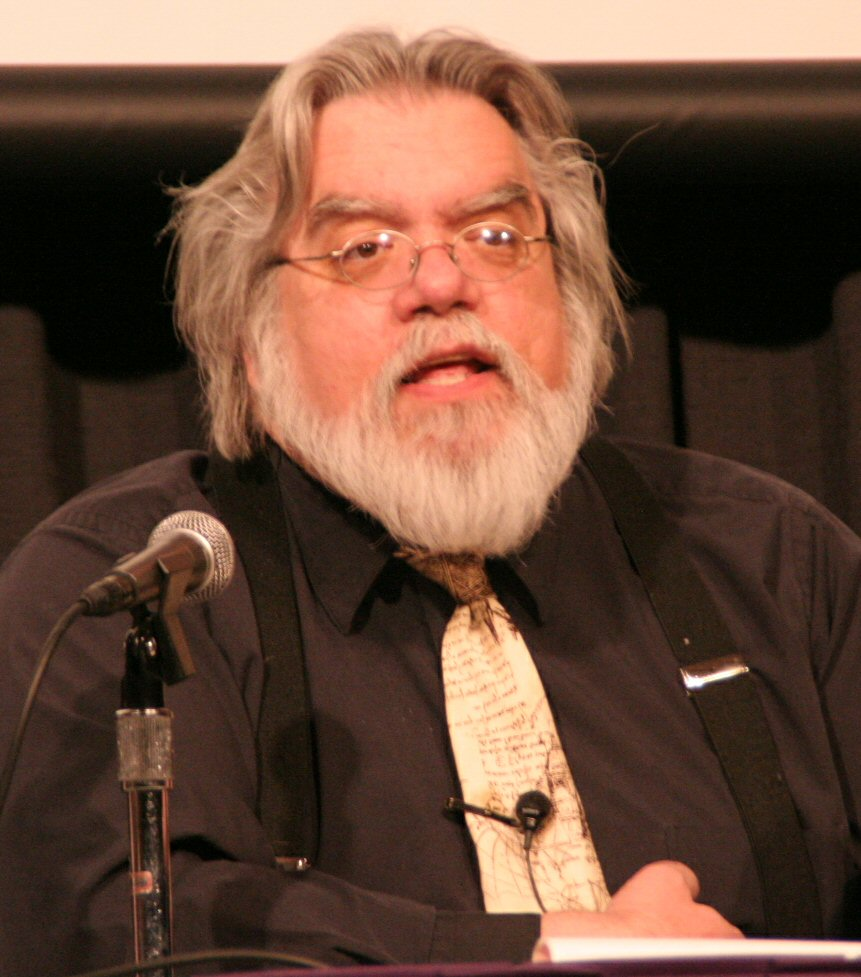
Robert M. Price, exégète de H. P. Lovecraft, en août 2010.

En novembre 1996, Chaosium, maison d'édition américaine du jeu de rôle L'Appel de Cthulhu, sortit son propre Necronomicon, recueil d'articles et de nouvelles. L'édition est confiée à Robert M. Price, spécialiste de Lovecraft et rédacteur en chef du fanzine Crypt of Cthulhu. Le Necronomicon Price ne se présente pas comme un Necronomicon en tant que tel, mais comme une étude du phénomène littéraire. Une présentation par Price est un travail déconstructionniste s'intéressant au réseau d'intertextualité autour du Necronomicon. Un autre de ses articles étudie le grimoire avec ses techniques de théologien sceptique. Le Necronomicon Price propose aussi quelques nouvelles et republie le Manuscrit Sussex et le Necronomicon de Lin Carter.
Il existe trois Necronomicon italiens. En 1988, La Magia Estelar : El Verdadero Necronomicón de Frank G. Ripel qui serait dérivé d'un livre plus puissant, le Sautherenerom, perdu lors de la destruction de l'Atlantide. L'ouvrage mélange le mythe de Cthulhu et des travaux d'Aleister Crowley dont Ripel semble proche. En 1993, Pietro Pizzari publia un Necronomicon qu'il affirmait provenir de la bibliothèque du Vatican. En 1994, la maison d'édition romaine Fanucci sortit en poche un Necronomicon. Nuova edizione con sconvolgenti rivelazioni e le tavolette di Kutu, très proche du Necronomicon Hay, avec quelques ajouts tirés du Necronomicon Simon et des éléments originaux. L'ensemble aurait été traduit en 1990 par le professeur d'université mexicain Venustiano Carranza. En 1997, le même éditeur proposa un Necronomicon 2. La tomba di Alhazred supposé contenir les secrets découverts dans la tombe de celui-ci, au Yémen.

### Necronomicon Simon
L'édition qui rencontra le plus de succès fut le Necronomicon Simon, toujours réédité,. Il est aussi le premier à dépasser le simple hommage à Lovecraft. Il essaye en effet de créer un ensemble de rituels magiques cohérents. Il fut publié par la librairie ésotérique new-yorkaise The Warlock Shop, devenue ensuite The Magickal Childe Bookshop. Selon la légende de la publication, la traduction du Necronomicon serait l'œuvre de « Simon » qui publia aussi chez le même éditeur un Necronomicon Report en 1981 puis un Necronomicon Spellbook en 1987. Deux autres publications du même auteur sur le même thème étaient annoncées pour 1992, mais la mort du propriétaire de la boutique, Herman Slater, a stoppé toutes les parutions voire rédactions,. Trois origines légendaires sont évoquées pour ce Necronomicon. Dans la première, un moine d'origine inconnue aurait donné le manuscrit original à « Simon » qui aurait été un espion, spécialiste de la traduction de manuscrits anciens. Dans une autre version, un inconnu serait venu apporter le manuscrit à « Simon » et à la librairie afin qu'il fût traduit,. Une troisième version, plus « complète », est donnée dans l'introduction du Necronomicon Spellbook. « Simon » serait un évêque orthodoxe grec chargé des pauvres de New York. Il serait cependant renommé pour sa grande connaissance des langues anciennes et rares. Au printemps 1972, deux moines orthodoxes seraient venus lui apporter un Necronomicon manuscrit du IXe siècle, donc une traduction grecque plus ancienne que celle de Philetas. Ils en auraient fait l'acquisition lors d'un de leurs nombreux vols dans les bibliothèques et collections aux États-Unis. Ils se seraient faits prendre peu de temps après. Toujours dans un mélange du vrai et du faux, deux moines de l'Église grecque-catholique roumaine furent appréhendés en mars 1973 pour avoir volé des atlas des XVIe et XVIIe siècles dans diverses bibliothèques universitaires des États-Unis. Les deux véritables voleurs ont aidé les autorités à retrouver les livres qu'ils avaient revendus et aucun Necronomicon ne s'y trouvait,,. L'ouvrage publié est supposé être une traduction. Se pose alors la question de l'endroit où se trouverait le « manuscrit original ». Elle est évoquée page li de l'introduction. Les éditeurs ne peuvent laisser quiconque y avoir accès, car le manuscrit ne leur appartient pas et ils n'ont été autorisés qu'à le traduire et le publier, pas l'exposer. Ils refusent aussi d'avoir à montrer l'original à tous les magiciens amateurs qui rateraient leurs rituels et voudraient vérifier que l'erreur vient de la publication du manuscrit et non d'eux-mêmes. Enfin, le manuscrit original étant dangereux, ils ne peuvent laisser trop de personnes entrer en contact physique avec. Selon les éditeurs, de nombreux incidents se seraient déjà produits comme des attaques de rats ou de poltergeists. En décembre 1977, une première édition limitée fut publiée à 666 exemplaires reliés cuir, suivie d'une édition limitée à 1 275 exemplaires reliés tissu, puis 3 333 exemplaires normaux. La version poche parut en 1980,.

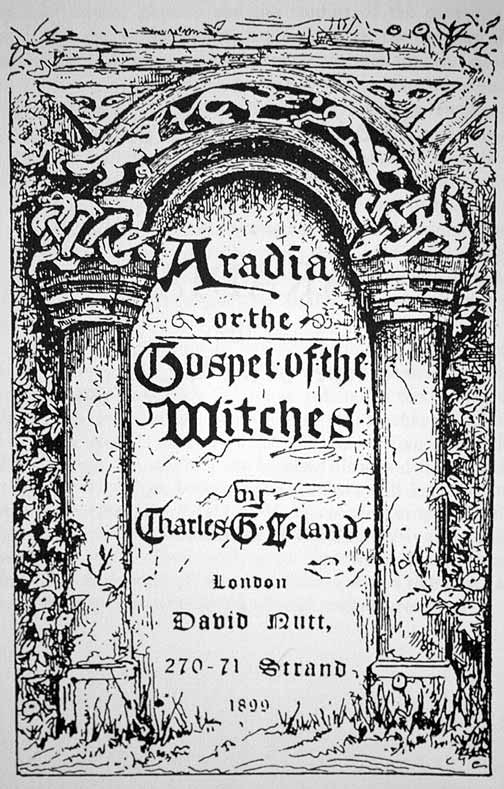
Frontispice de l'édition originale de l’Aradia, 1899.

L'identité de « Simon » est rapidement révélée quand on recherche à qui sont versés les droits d'auteur de l'ouvrage. Deux personnes émergent alors, Herman Slater lui-même, ainsi que Peter Levenda qui reçoit lui aussi 50 % des droits. Quand il est interrogé, ce dernier explique qu'il s'est surtout chargé de la traduction des tentatives de translittérations grecques des mots babyloniens et sumériens du manuscrit original,. En fait, toute une équipe liée à la librairie travailla à la réalisation de ce Necronomicon,,. Ainsi, le dessinateur Khem Caigan illustra l'ouvrage en élaborant à partir des ébauches qui lui étaient confiées. Si ce Necronomicon était l'édition moderne d'un grimoire de magie, il serait étonnant que les éditeurs laissent un dessinateur arranger comme il le souhaite les diagrammes magiques. En 1998, un témoin de l'époque, qui garda l'anonymat, se faisant appeler « Nestor », raconta la genèse du Necronomicon Simon, au cours d'une des nombreuses soirées très arrosées à la librairie The Warlock Shop. Eddie Buczynski aurait évoqué Lovecraft un soir où était présent un membre de l'Ordo Templi Orientis, « Simon Peter » un « magicien cérémoniel », mais aussi Leo Martello (en), Herman Slater ou Peter Levenda. La discussion glissa alors jusqu'au Necronomicon et l'idée germa d'en compiler un à partir des connaissances des personnes présentes, tirées des écrits de la Golden Dawn, de l’Aradia, or the Gospel of the Witches de Charles Leland, des travaux de Samuel Noah Kramer sur la civilisation sumérienne, du Livre des morts des Anciens Égyptiens ou du Le livre d'Abramelin le Mage. Ceux qui s'y connaissaient en magie rituelle décidèrent de truffer l'ouvrage d'erreurs pour le rendre « inoffensif », voire pour l'utiliser pour trier ceux qui verraient les erreurs, et les autres. Très vite, la rumeur se propagea que la maison d'édition, sérieuse, The Warlock Shop, connue pour avoir réédité John Dee ou Gerald Gardner, allait sortir un Necronomicon. Il semblerait que Slater ait alors tenté d'en profiter en sortant le livre le plus vite possible, à la surprise des autres fêtards, voyant aussi dans ce canular un moyen de gagner de l'argent.
Les principales sources de la rédaction du Necronomicon Simon sont divers textes mythologiques et magiques de Mésopotamie. Les divinités de la civilisation sumérienne sont rapprochées des « Grands Anciens », comme « Kutulu », et des « Dieux Très Anciens ». La magie décrite serait un moyen pour les humains d'influer sur leur conflit immémorial. Ainsi, après purification, le magicien pourrait franchir des « Portes » le menant aux domaines de ces divinités. En les franchissant les unes après les autres, son pouvoir croîtrait. D'autres sorts décrits ont des applications plus immédiates, comme celui augmentant les capacités sexuelles. L'ouvrage comprend plusieurs parties. La première est intitulée « Le témoignage de l'Arabe fou », un berger qui a vu une cérémonie en l'hommage d'un « Grand Ancien ». Les parties suivantes expliquent le passage des « Portes ». Ensuite, on trouve des listes de sorts ; une liste des épiclèses du dieu Marduk et leur usage magique ; deux récits mythologiques liés à Marduk et Inanna ; le « texte Urilia » revient aux démons de type « Grands Anciens » ; le dernier chapitre revient au témoignage de l'Arabe fou qui essaie de donner le maximum d'informations avant d'être attaqué par les démons. Le chapitre s'arrête sur une phrase inachevée,,.
Cependant, bien que le Necronomicon Simon se réclame de la magie de la civilisation sumérienne, les divinités sont plus proches de leur version babylonienne plus récente. De même, les entités empruntées à Lovecraft sont incluses dans un affrontement très judéo-chrétien du Bien contre le Mal. Chez Lovecraft, elles sont des êtres surpuissants qui n'ont pas plus de considération pour les humains que les humains ont pour les insectes. Enfin, une partie des textes des sorts est recopiée d'ouvrages anciens, parfois du XIXe siècle, sur la Mésopotamie, jusqu'aux erreurs de traduction d'alors. L'ensemble est cependant suffisamment morbide et dérangeant pour avoir rencontré un véritable succès en tant que Necronomicon crédible. En fait, les éditeurs écrivent, dans l'introduction que la magie sumérienne faisait le lien entre Lovecraft et Aleister Crowley, empruntant ici les idées de Kenneth Grant. L'ouvrage est en effet très lié à Crowley. Il lui est dédié, pour le centième anniversaire de sa naissance (avec deux ans de retard). Dans les remerciements, le démon PERDURABO est cité. C'était le surnom de Crowley quand il adhéra à la Golden Dawn. « Simon », choisi comme auteur, pourrait faire référence à « Simon Iff » personnage créé par Crowley pour une série de nouvelles et un roman Moonchild.
En 1980, parut à Berlin Das Necronomicon, en fait une traduction, plagiat puisque sans attribution, en allemand du Necronomicon Simon à laquelle avait été ajoutée une traduction du grimoire latin médiéval Goétie consacré à l'invocation des démons. La courte introduction précise que le manuscrit crypté aurait été découvert dans les papiers de l'occultiste Gregor A. Gregorius (pseudonyme d'Eugen Grosche, fondateur de la Fraternitas Saturni). Cependant, Grosche est mort en 1964. Le Necronomicon Simon a aussi amené la publication d'ouvrages destinés à en être un complément ou un commentaire, outre les Report et Spellbook : par exemple un Necronomian: Workbook Guide to the Necronomicon par Darren Fox en 1996 ou un Hidden Key of the Necronomicon la même année par Alric Thomas. En 1981, « Simon » enregistra trois conférences sur cassettes audio, publiées ensuite par Magickal Childe.

## Autres mythes
Diverses autres rumeurs courent à propos du Necronomicon. Certaines ont leur source à nouveau chez Colin Wilson. Ainsi, il imagina pour une de ses nouvelles du mythe de Cthulhu en 1969 que le Manuscrit de Voynich était un commentaire du Necronomicon par un moine nommé Martin Gardner, voire qu'il comprenait des extraits du grimoire. Bien que la source soit une nouvelle de fiction, certaines personnes croient que la rumeur est vraie.

## Postérité
Anton Szandor LaVey, fondateur de l'Église de Satan, publia en 1972 The Satanic Rituals (en) (Les Rituels Sataniques) dans lesquels furent inclus des rituels écrits par Michael Aquino, fondateur ensuite du Temple de Set. Les créations de ce dernier sont clairement ancrées dans les ouvrages de Lovecraft et le Necronomicon. Michael Bertiaux (en) fait des références directes dans son Voudon-Gnostic Workbook (1988) à la magie présente dans les ouvrages de Lovecraft et une partie de ses rituels rappelle le lien que Kenneth Grant fait entre Lovecraft et Aleister Crowley. L'Ordre ésotérique de Dagon (l'ordre occulte actuel EOD) s'en inspire lui aussi.
Le Necronomicon, principalement dans sa version « Simon », est régulièrement évoqué en lien avec les milieux satanistes, surtout par des personnes extérieures à ces cercles, comme les journalistes. Cependant, peu de satanistes s'y intéressent réellement. L'« usage » du Necronomicon, principalement dans sa version « Simon », est en fait beaucoup plus répandu dans les milieux lycéens, d'abord pour une question de prix : il est beaucoup moins cher qu'un véritable grimoire de magie mais surtout car il est beaucoup plus célèbre.

## Dans les arts et la culture populaire

### Cinéma

Vincent Price dans La Nuit de tous les mystères en 1959.

La Malédiction d'Arkham de Roger Corman en 1963 est inspirée de L'Affaire Charles Dexter Ward. Joseph Curwen est interprété par Vincent Price. Au XVIIIe siècle, à Arkham, il s'apprête à offrir une jeune femme à Yog-Sothoth afin qu'il se reproduise. Il en est empêché par une foule qui l'immole, attaché à un arbre. Avant de mourir, il jure de revenir se venger. Dans les années 1870, Charles Dexter Ward (interprété aussi par Vincent Price), marié à Ann (Debra Paget), arrive à Arkham pour prendre possession de l'héritage de son ancêtre Curwen. Ward est fasciné par un portrait de son ancêtre et par leur ressemblance. Le portrait est la porte utilisée par l'âme de Curwen pour revenir. Elle s'empare du corps de Ward. L'ancien assistant de Curwen, Simon Orne (Lon Chaney) reprend du service. Il apporte le Necronomicon à son maître qui reprend ses invocations en vue de créer une race hybride. Il entreprend aussi de se venger des descendants de ceux qui l'ont brûlé vif : il les immole à son tour. Il ressuscite ensuite sa maîtresse morte depuis un siècle à l'aide de son grimoire. Enfin, il attache Ann au même autel de sacrifice que dans la première scène et entreprend d'invoquer à nouveau Yog-Sothoth avec le Necronomicon. À nouveau, une foule de villageois attaque le manoir, bien décidée à le brûler définitivement. Dans l'incendie, le portait est détruit ; le lien entre Curwen et Ward est brisé. Le couple s'enfuit. Dans la dernière scène, Ward, appuyé sur l'arbre où son ancêtre a brûlé, affirme qu'il est redevenu lui-même. Cependant, sur la dernière image, Vinent Price est maquillé comme Curwen et non Ward. Ce film est la première adaptation de Lovecraft au cinéma, même si, le titre original The Haunted Palace fait référence à un poème d'Edgar Allan Poe, considéré alors par les producteurs comme plus « vendeur ». C'est aussi la première utilisation du Necronomicon dans un film. Il est représenté comme un gros folio à fermoirs d’argent, relié en buckram rouge, avec le titre en lettres dorées sur la couverture. Le sorcier l'adore comme s'il s'agissait d'un livre sacré. Les villageois en ont peur. Le docteur Willet dit : « C'est bien plus qu'un livre », en demandant à Ann Ward de ne pas y toucher. Le Necronomicon est donc bien dans ce film ce que Lovecraft avait inventé : un grimoire source de pouvoir et de malédictions.
En 1967, le réalisateur Jesús Franco réalisa un film érotique d’horreur allemand intitulé en France Les Yeux verts du diable, mais le titre original est Necronomicon - Geträumte Sünden (Necronomicon - Péchés rêvés). Lorna (interprétée par Janine Reynaud) est une dominatrice qui pratique son art BDSM sur la scène d'une boîte de nuit. On apprend qu'elle est une sorcière. Les scènes surréalistes s'enchaînent ensuite dont un trip sous LSD de tous les invités lors d'une soirée. Durant cette scène, un psychiatre lit des passages sinistres dans un livre ancien. Plus il avance dans sa lecture, plus l'attitude de Lorna devient provocante. La scène se termine en orgie tandis que Lorna embrasse une jeune femme nue. La scène suivante est une scène lesbienne entre Lorna et une jeune femme blonde (Nathalie Nort) qu'elle finit par transpercer d'une épée dans une salle où des mannequins ont pris vie. Dans l'avant-dernière scène, Lorna tue à nouveau. Elle est poursuivie par Bill et tuée de trois balles de revolver. Lorsque Bill rentre chez lui, Lorna est là à l'attendre, nue. Il l'embrasse, elle le poignarde,. En fait, le grimoire n'est finalement évoqué que dans le titre. Il se pourrait que lors de la scène de trip au LSD, le livre dans lequel lit le psychiatre soit le Necronomicon. Sinon, l'utilisation dans le titre a peut-être pour but de créer une impression de morbide.

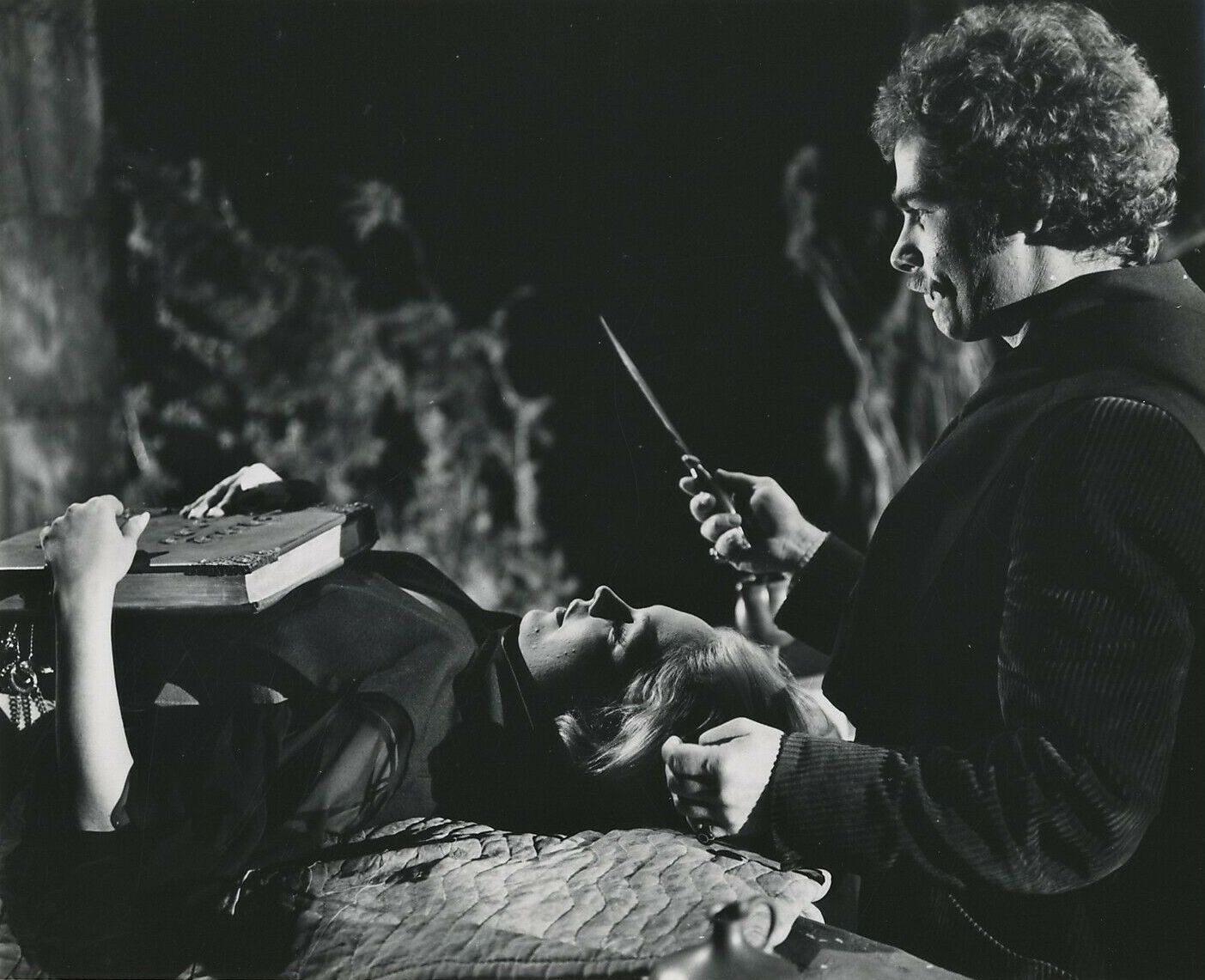
Victime sacrificielle de Wilbur Whateley (Dean Stockwell), Nancy Wagner (Sandra Dee) tient le Necronomicon posé sur sa poitrine (Horreur à volonté, 1970).

En 1970, un film produit par Roger Corman s'inspire de Lovecraft et utilise le Necronomicon : Horreur à volonté, adaptation de L'Abomination de Dunwich, réalisé par Daniel Haller. Au début du film, le sorcier Whateley (Sam Jaffe) aide sa fille Lavinia à accoucher de l'enfant qu'elle a conçu avec Yog-Sothoth. En 1970, l'enfant, Wilbur Whateley (Dean Stockwell) a grandi. Il séduit l'assistante du bibliothécaire (le docteur Armitage interprété par Ed Begley) de l'université de Miskatonic, Nancy Wagner (Sandra Dee). Elle lui permet de consulter le Necronomicon, puis part avec lui à Dunwich. Dans le manoir familial, il la drogue au LSD. Elle rêve d'une orgie mystique. On apprend que deux enfants sont nés de l'union de Lavinia et Yog-Sothoth et que Wilbur est le plus humain des deux. Il désire reproduire l'expérience de son grand-père sorcier en offrant Nancy à son père Grand Ancien. Il emmène Nancy à un cercle de mégalithes et invoque Yog-Sothoth. Elizabeth (Donna Baccala), une amie de Nancy, pénètre dans le manoir à sa recherche. Elle découvre le frère jumeau démoniaque de Wilbur, une masse tentaculaire. Le monstre attaque et déshabille Elizabeth, le reste se déroule hors champ. Le vieux Whateley est alors pris de remords et veut empêcher son petit-fils de réaliser le rituel qu'il avait pourtant fait avec sa propre fille (maintenant internée en hôpital psychiatrique). Il échoue et meurt. La cérémonie est cependant impossible sans le grimoire. Wilbur retourne à Arkham. Il pénètre dans la bibliothèque et vole le Necronomicon. De retour aux pierres levées, il reprend le rituel. Son frère s'échappe du manoir et sème la terreur sur le chemin qui le conduit au cercle de pierres. Il veut lui aussi participer à la cérémonie. Armitage intervient. Il utilise le Necronomicon pour vaincre le monstre et renvoyer Yog-Sothoth d'où il vient. Wilbur est brûlé vif. Cependant, Nancy est enceinte. Le Necronomicon est représenté dans le film comme un folio intégralement noir, couverture et fermoirs. Il est conservé sous verre à la bibliothèque de l'université Miskatonic. Quand Wilbur Whateley s'en empare et passe la main sur les pages, le texte, écrit avec des lettres dans un style arabisant, apparaît. Le passage qui peut alors être lu est intégralement tiré de la nouvelle. Lors de la cérémonie finale, le grimoire est posé entre les cuisses écartées de Nancy qui gémit à chaque fois qu'elle bouge. Par contre, le cérémonial qui se déroule alors est emprunté à Moonchild d'Aleister Crowley (production d'un homunculus) et à des rituels de l'Ordo Templi Orientis et de la Thelema. Le mot « kia » répété régulièrement dans le film se retrouve d'ailleurs dans les rituels décrits dans le Necronomicon Simon. Le grimoire dans ce film correspond à celui qu'on trouve dans l'œuvre de Lovecraft, l'aspect sexuel en moins.
Javier Aguirre réalisa en 1973 Le Bossu de la morgue. Wolfgang Goto (Paul Naschy), un bossu, est l'homme à tout faire de l'hôpital de Feldkirch en Allemagne. ll déterre aussi des cadavres pour deux savants fous à qui il fournit les corps nécessaires à leurs expériences. Après la mort d'Elsa, la femme qu'il aimait, Goto demande aux savants de la ressusciter. En échange, ils exigent que Goto leur fournisse toujours plus de cadavres. Finalement, ils parviennent à créer la vie, à l'aide du Necronomicon, mais le monstre a toujours faim et finit par exiger de la chair fraiche. Les victimes sont enlevées dans une maison de correction pour jeunes filles. Cela attire l'attention des autorités. Goto et le monstre finissent par tomber dans une cuve d'acide. Le Necronomicon n'est ici évoqué qu'en passant, en tant qu'ouvrage de référence pour des pratiques alchimiques et magiques.

Logo du film Evil Dead de 1981.

Le réalisateur américain Sam Raimi a fait de l’ouvrage intitulé Necronomicon Ex Mortis un élément central de sa trilogie Evil Dead. Dans le premier film, Evil Dead de 1981, l'ouvrage découvert sous la cabane dans les bois du Tennessee s'intitule Morturom Demonto (Livre des Morts). Il est écrit avec du sang humain sur de la peau humaine. Il s'agit d'un grimoire de magie sumérienne destiné à invoquer les démons. L'archéologue qui l'étudiait a enregistré ses observations ainsi qu'une des incantations. Les personnages écoutent la cassette. L'enregistrement fait à nouveau venir le démon Kandarian qui les possède et les fait s'entretuer. Le démon anime aussi les cadavres de ceux qui ont été tués ainsi que les arbres de la forêt. Ash finit par jeter le livre au feu mettant ainsi fin au sortilège. L'ouvrage n'est pas encore appelé le Necronomicon, contrairement aux films suivants. Il est même trop peu épais et au format in-octavo pour être le célèbre livre de magie. Cependant, la référence sumérienne fait penser au Necronomicon Simon. Le livre puissant en lui-même et la forme de l'incantation rappellent aussi les idées de Lovecraft. Cependant, brûler un tel ouvrage n'aurait pas dû suffire à en détruire la puissance.
Le deuxième épisode de 1987 s'ouvre sur une histoire du Necronomicon Ex Mortis écrit en lettres de sang et servant de portail vers le monde maléfique. Le film est plus ou moins remake du premier. Ash découvre un magnétophone dans une cabane au fond des bois évoquant le livre Mortuorum Demonto (qui ne s'appelle pas alors le Necronomicon). L'invocation enregistrée par le professeur Knowby entraîne à nouveau la possession des humains et de la forêt par un démon. Annie, la fille du professeur arrive avec les pages manquantes du livre, qui alors prend le titre de Necronomicon Ex Mortis. Elle prononce l'incantation devant bannir le démon. Un portail s'ouvre alors, projetant Ash au XIVe siècle où il combat des démons libérés par le Necronomicon avec l'aide de chevaliers, ouvrant ainsi la possibilité d'une nouvelle suite (Evil Dead 3 : L'Armée des Ténèbres). Appeler le livre Necronomicon Ex Mortis est redondant si on essaye de traduire : « Image de la loi des morts de la Mort ». Dans la présentation au début du film, le livre ressemble (en plus grand) à celui du premier épisode : en cuir avec un visage déformé en relief sur la couverture. Cependant, il est dit qu'il est écrit avec du sang et aurait disparu aux alentours de 1300, ce qui ne correspond pas à l'histoire du Necronomicon mise en place par Lovecraft.
Le troisième épisode de 1992 reprend exactement où le deuxième s'arrête. Ash est dans un mode médiéval fantastique. Après avoir décimé un groupe de zombies avec son fusil de chasse et sa main tronçonneuse, il est enrôlé dans une quête pour retrouver le Necronomicon qui permettrait de vaincre définitivement les zombies et de le renvoyer au XXe siècle. Les mots pour contrôler l'ouvrage sont « klaatu barada nikto » (hommage au film Le Jour où la Terre s'arrêta de 1951). Ash ne prononce pas correctement cet ordre et il ouvre un portail faisant déferler une armée de zombies commandée par son double maléfique. Ce dernier cherche à s'emparer du Necronomicon qui lui donnerait un pouvoir absolu sur Terre. Ash finit par triompher de son double maléfique et à rentrer à son époque où il travaille dans un supermarché. Le film, comme le précédent, s'ouvre sur une histoire du Necronomicon Ex Mortis Book of the Dead. Le volume en cuir avec un visage déformé en relief sur la couverture semble être plus un être conscient maléfique qu'un simple livre puisqu'il mord la main d'Ash quand elle s'approche. Il semble aussi pouvoir prendre des formes différentes puisqu'en ouvrant le « mauvais livre », Ash est précipité dans un vide interdimensionnel. De même, le Necronomicon ne peut être contrôlé que par les mots de sécurité « klaatu barada nikto ». Il ne reste guère que la référence sumérienne qui renvoie au Necronomicon Simon, qui s'approche un tant soit peu de l'ouvrage imaginé par Lovecraft. Une édition spéciale regroupant les trois films est disponible dans un coffret en forme de Necronomicon tel que l’on peut voir dans les films. Pour les besoins des films le dessinateur américain Tom Sullivan, qui a également signé des illustrations pour le jeu de rôle L’Appel de Cthulhu, a conçu un ouvrage dont les pages regorgent de dessins inspirés des comic books américains.
En 1988, The Unnamable est adapté, au moins dans sa première partie, de la nouvelle éponyme (L'Indicible de 1923). Un sorcier, Joshua Winthrop, au début du XVIIIe siècle lit dans le Necronomicon avant de rejoindre dans le grenier de sa résidence sa fille, monstre hurlant qui finit par le tuer en lui arrachant le cœur. Après son enterrement, la maison est murée. Dans les années 1980, un groupe d'étudiants auquel appartient Randolph Carter évoque cette histoire. Puis, ils décident d'explorer la résidence Winthrop pour vérifier l'hypothèse de Carter que les images des habitants s'impriment sur le verre des fenêtres et ainsi voir le monstre. Ensuite, le film devient un slasher banal, les étudiants se faisant démembrer les uns après les autres. En fouillant la résidence du sorcier Carter découvre un Necronomicon et le journal de Winthrop : il a invoqué un démon qui a fécondé sa femme. Celle-ci est morte en mettant au monde une fille Alyda, hybride humain-démon, enfermée ensuite dans le grenier. Winthrop a tenté d'utiliser la magie druidique pour créer un cercle de protection autour de la maison et y garder le monstre enfermé. Mais, il n'a pas eu le temps d'achever son travail. Un sort druidique, contenu dans le Necronomicon, devrait invoquer l'esprit des arbres grâce à Yggdrasil pour terminer l'œuvre et repousser définitivement le monstre. C'est effectivement ce qui finit par se produire. Le Necronomicon dans ce film est un grand folio à fermoirs métalliques, mais les images ne permettent pas d'en voir beaucoup plus (ni la couverture ni les pages). Carter l'appelle le « Necronomicon d'al-Hazred » ce qui pourrait laisser supposer qu'il s'agirait de la version arabe. De même, il y lit un passage évoquant Cthulhu et R'lyeh. Le grimoire contient un sort permettant d'ouvrir magiquement une porte fermée magiquement. Une incantation à déesse grecque Éris éteint des bougies et la même mais à la déesse nordique Freyja les rallume. Le Necronomicon permet aussi d'évoquer l'âme les défunts. Au total, l'ouvrage qui n'apparaît pas dans la nouvelle dont le titre a été utilisé est dans le film un vaste mélange peu cohérent. En fait, son nom semble surtout avoir été utilisé parce que « connu » du grand public.
La suite, The Unnamable II: The Statement of Randolph Carter (en) en 1992, s'inspire de deux nouvelles de Lovecraft (Le Témoignage de Randolph Carter de 1919 et à nouveau L'Indicible). Le film est la suite immédiate du précédent. Alors que les secours s'affairent autour de la résidence Winthrop, Randolph Carter s'éclipse, le Necronomicon sous le bras. Le fantôme du sorcier lui demande d'utiliser le grimoire pour libérer sa fille Alyda de la malédiction à laquelle il l'a condamnée. Carter reçoit l'aide d'un enseignant de l'université de Miskatonic, le professeur Warren. Ensemble, ils explorent les cryptes sous la résidence Winthrop. Ils y découvrent un autel gravé de passage en arabe du Necronomicon ainsi que le monstre hybride. En utilisant un des sorts du grimoire (et de l'insuline), ils réussissent à séparer les deux créatures : humain d'un côté et démon de l'autre ; ce dernier tuant immédiatement le professeur Warren. Alyda et Carter s'enfuient poursuivis par le démon. Ils se réfugient dans la bibliothèque de l'université de Miskatonic où ils espèrent trouver les pages manquantes de leur exemplaire du Necronomicon afin de se débarrasser du démon. Carter finit par réussir à l'emprisonner dans une chaise qu'il brise. Cependant, Alyda meurt aussi car sa longévité (plus de 300 ans) était liée à sa symbiose avec le démon. Le Necronomicon dans ce film est différent de l'exemplaire utilisé dans le précédent. Il s'agit d'un gros folio relié en tissu, contenant des pages de parchemin un peu moisi. Le texte y est calligraphié en arabe, que les acteurs lisent de façon réaliste de droite à gauche. On y trouve aussi des hiéroglyphes égyptiens, des diagrammes et surtout une équation de magie quantique permettant de lier deux entités au niveau moléculaire : une humaine et un démon ou, comme à la fin du film un démon et une chaise. Un exemplaire du Necronomicon en arabe n'est guère possible puisque selon Lovecraft, il n'en existerait plus, même si Clark Ashton Smith en évoque un au début du XXe siècle dans « Le Retour du sorcier ». Si la présence d'une équation quantique (écrite en hiéroglyphes et non avec des chiffres arabes) est aussi un peu surprenante, la science et la magie ont souvent été confondues et dans l'histoire et dans l'œuvre de Lovecraft.
En 1992, le livre fait une brève apparition dans Vendredi 13 - Chapitre 9 - Jason va en Enfer, dans la maison des Voorhees. Le Necronomicon présenté est une copie exacte du modèle conçu par le dessinateur Tom Sullivan pour la série Evil Dead. En 1994, les réalisateurs Christophe Gans, Shūsuke Kaneko et Brian Yuzna ont réalisé un film composé de trois sketchs, intitulé Necronomicon. L’acteur américain Jeffrey Combs y tient le rôle de l’écrivain H. P. Lovecraft. En 2002, dans le film Maléfique des prisonniers sont amenés à se servir d'un ouvrage maudit « rappelant vaguement » le Necronomicon en vue de s'enfuir de leur cellule. Les incantations proférées se réfèrent à des créations lovecraftiennes.

### Jeux vidéo
Alone in the Dark (Infogrames, 1992) puise de nombreuses références dans l'œuvre de Lovecraft. Le protagoniste (au choix du joueur : Emily Hartwood ou Edward Carnby, enquêteur du paranormal) peut non seulement récolter des informations dans des livres qui évoquent Cthulhu et le dangereux Necronomicon mais également consulter cet ouvrage impie à ses risques et périls,.
Dans le jeu The Witcher 3 : Wild Hunt, le héros peut acheter dans une boutique à Novigrad un livre appelé "Necronomicon", référence à Lovecraft.

### Littérature
Dans Les Yeux du dragon de Stephen King (1984), Randall Flagg, le sorcier et conseiller du roi, possède un énorme recueil de sortilèges relié avec de la peau humaine, qu'il ne pourrait lire trop longtemps sans en perdre la raison. Le titre de l'ouvrage n'est pas mentionné, mais il a été « écrit dans les hautes et lointaines plaines de Leng par un fou nommé Alhazred ».

### Musique
Necronomicon est le titre d’une chanson du groupe de Death metal Hypocrisy, tirée de l’album Osculum Obscenum (1993). Necronomicon est aussi le titre d'une chanson du rappeur Népal, réalisée en collaboration avec le bohemian club, sur son Album KKSHISENSE8. Il y compare ses textes sombres au Necronomicon.
En juin 2020, le rappeur franco-sénégalais Sobek le Zini sort son premier album Le Necronomicon. Réalisé en collaboration avec un graphiste: Pierre Zats ; cinq images faisant office de pochette et de livret sont mises en ligne pour accompagner l'oeuvre musicale et lui donner un aspect de livre audio.

### Télévision
En 1991, le Necronomicon est le thème central du téléfilm américain Détective Philippe Lovecraft (Cast a Deadly Spell), réalisé par Martin Campbell. En 1948, dans un monde alternatif peuplé de vampires, loups-garous ou licornes et où la magie règne, le détective H. P. Lovecraft est embauché par le richissime magicien Amos Hackshaw pour retrouver le Necronomicon qu'il décrit comme « relié cuir, avec des finitions en or, de la taille d'un album photo ». Il s'agit en effet d'un gros volume de cuir sombre orné en couverture d'une étoile insectoïde à sept branches. Lovecraft est en concurrence avec son ancien associé Harry Bordon. C'est ce dernier qui récupère le grimoire et l'apporte à Hackshaw qui s'apprête à l'utiliser pour invoquer Yog-Sothoth en sacrifiant sa fille. Il espère gagner puissance et immortalité grâce au retour des Grands Anciens. L'incantation est un mélange de textes tirés de L'Abomination de Dunwich et de Celui qui chuchotait dans les ténèbres avec des textes originaux. Lorsque Yog-Sothoth apparaît, il dévore Hackshaw et non sa fille car celle-ci n'est plus vierge.